# Episodi di One Piece (diciannovesima stagione)
Questa lista comprende la diciannovesima stagione della serie televisiva anime One Piece, prodotta da Toei Animation, diretta da Kōnosuke Uda e tratta dall'omonimo manga di Eiichirō Oda.
La diciannovesima stagione si intitola Saga di Whole Cake Island (ホールケーキアイランド編?, Hōru Kēki Airando hen) e raggruppa gli episodi dal 783 all'891. Dopo che la ciurma di Cappello di paglia si è riunita su Zo, Rufy decide di partire alla volta di Whole Cake Island insieme a Nami, Chopper, Brook e alcuni visoni alleati per impedire il matrimonio tra Sanji e la 35ª figlia di Big Mom, Charlotte Pudding. Gli episodi sono stati trasmessi su Fuji TV dal 9 aprile 2017 al 30 giugno 2019. Gli episodi sono tutti disponibili sottotitolati in italiano su Crunchyroll. La versione doppiata in italiano degli episodi è disponibile dal 15 ottobre 2024 sul canale di Prime Video Anime Generation e in chiaro su Italia 2 dal 17 febbraio 2025.
Le sigle di apertura adottate sono We Can! (ウィーキャン!?) di Hiroshi Kitadani dalla 783 alla 806, Hope di Namie Amuro dalla 807 alla 855 e Super Powers dei V6 dalla 856 alla 891.

## Lista episodi
| Nº  | Titolo italiano Giapponese 「Kanji」 - Rōmaji - Traduzione letterale | In onda           | In onda          |
| Nº  | Titolo italiano Giapponese 「Kanji」 - Rōmaji - Traduzione letterale | Giapponese        | Italiano         |
| 783 | Il ritorno di Sanji. Nel territorio di Big Mom! 「サンジ 帰郷 ビッグ・マムの海域へ！」 - Sanji kikyō – Biggu Mamu no kaiiki e! – "Sanji torna a casa - Verso il territorio di Big Mom!" | 9 aprile 2017     | 15 ottobre 2024  |
| 783 | Mentre si dirigono a Whole Cake Island, Vito mostra a Sanji una foto di Pudding e racconta di avere sempre ammirato il Germa 66 che, in un fumetto molto famoso, era l'armata del male antagonista dell'eroe della marina Sora. Sulla Sunny nel frattempo sono tutti allo stremo delle forze per la mancanza di cibo e le condizioni atmosferiche avverse, quando finalmente Rufy riesce a catturare un pesce gigante. Intanto, nella nebbia, una nave del Germa 66 attende il passaggio di qualcuno. |                   |                  |
| 784 | Zero e Quattro! L'incontro con il Germa 66 「0と4 遭遇！ジェルマ66」 - Rei to Yon - Sōgū! Jeruma daburu shikkusu – "0 e 4 - Un confronto con il Germa 66!" | 16 aprile 2017    | 17 ottobre 2024  |
| 784 | Rufy mangia la pelle del pesce pescato prima che Chopper faccia in tempo ad avvertirlo che è estremamente velenosa. Mentre gli altri si rifocillano, Rufy perde le forze peggiorando a vista d'occhio, nonostante la sua resistenza ai veleni. Nel frattempo si addentrano nel territorio di Big Mom e s'imbattono in una nave del Germa 66 con a bordo Yonji, una persona molto somigliante a Sanji di cui intuiscono essere il fratello minore. La ciurma implora Yonji di dare loro un antidoto per salvare Rufy, ma egli rifiuta sdegnosamente; una ragazza si fa però improvvisamente avanti scaraventandolo in mare e, balzando sulla Sunny, si scusa per il comportamento del fratello. |                   |                  |
| 785 | Emergenza veleno mortale! Luffy e Reiju! 「猛毒の危機 ルフィとレイジュ！」 - Mōdoku no kiki - Rufi to Reiju! – "La mortale crisi velenosa - Rufy e Reiju!" | 23 aprile 2017    | 22 ottobre 2024  |
| 785 | La misteriosa ragazza, cioè la sorella di Sanji di nome Reiju, spiega che i Vinsmoke sono una famiglia reale a tutti gli effetti che partecipa al Reverie, pur non avendo un regno vero e proprio. Dopo di ciò risucchia tutto il veleno da Rufy, rimanendone completamente indenne. Ripresosi, Rufy le chiede di restituirgli Sanji, ma Reiju ribatte che è uno di loro e che ora si trova probabilmente con Big Mom o con il loro padre. Mentre Reiju e Yonji si allontanano promettendo che non diranno nulla di quell'incontro, Aladin, nel mare sotto la nave, informa Jinbe di quanto accaduto chiedendogli come procedere. Intanto, Pekoms inganna i soldati di Big Mom a bordo di una nave che li intercetta, riuscendo a farli allontanare e a far approdare la Sunny su una delle isole dell'arcipelago di Tottoland. |                   |                  |
| 786 | Tottoland! Compare l'Imperatrice Big Mom 「万国！ 四皇ビッグ・マム登場」 - Tottorando! Yonkō Biggu Mamu tōjō! – "Tottoland! "Big Mom" uno degli imperatori appare" | 30 aprile 2017    | 24 ottobre 2024  |
| 786 | Approdati sull'isola Cacao, Rufy e Chopper corrono avanti e, dopo avere scoperto che tutto sull'isola è fatto di cioccolato, divorano una caffetteria scoprendo solo dopo che è un reato. Mentre Nami, Carrot, Brook e Pedro li raggiungono preoccupati, Pudding arriva e li scagiona affermando che aveva chiesto a loro di demolirla. Pudding accoglie Rufy e i compagni dicendo di essere onorata del fatto che il cioccolato da lei prodotto sia così piaciuto e chiedendo chi siano, ma Rufy fa subito saltare la copertura rivelando il suo vero nome. Nel frattempo, mentre la ciurma di Big Mom sparge morte e distruzione su diverse isole solo per prendere gli ingredienti della torta nuziale, Big Mom canta una grottesca canzone allegra dal testo macabro, venendo a sapere che Rufy è già a Tottoland ed essendo impaziente di incontrarlo. |                   |                  |
| 787 | La figlia dell'Imperatrice. Pudding, la fidanzata di Sanji 「四皇の娘 サンジの婚約者プリン」 - Yonkō no musume - Sanji no konyakusha Purin – "La figlia dell'imperatore - Pudding la fidanzata di Sanji" | 7 maggio 2017     | 29 ottobre 2024  |
| 787 | Pudding riconosce Rufy e la sua ciurma che a loro volta capiscono che ella non è nient'altro che la figlia di Big Mom che Sanji dovrà sposare. Pedro propone di catturarla per evitare che parli, ma Pudding promette che manterrà il silenzio e disegna loro una mappa per raggiungere Whole Cake Island senza farsi individuare, affermando di volerli aiutare per il bene di Sanji. Mentre Sanji sale a bordo delle navi del Germa 66, i suoi fratelli maggiori con un distaccamento di soldati intervengono in una guerra su un'altra isola. Rufy e gli altri nel frattempo tornano sulla Sunny, ma scoprono che Pekoms è sparito ed ha lasciato un messaggio che li invita a tornare indietro. |                   |                  |
| 788 | Grande assalto! Il morbo del divoramento di mamma 「大進撃! 食いわずらいのマム」 - Dai-shingeki! Kui-wazurai no Mamu – "Un grande attacco! La crisi di fame di Mom" | 14 maggio 2017    | 31 ottobre 2024  |
| 788 | I soldati del Germa 66 fanno vincere la guerra allo schieramento che li ha assoldati, poi si allontanano indifferenti alle reazioni della popolazione per dirigersi a Whole Cake Island. Intanto Rufy e gli altri si dirigono alla stessa meta seguendo la mappa di Pudding e scontrandosi con alcuni mostri marini. Nel frattempo Big Mom, in preda ad una delle sue crisi alimentari, devasta furibonda la sua capitale Sweet City pretendendo che gli portino dei croquembouche. |                   |                  |
| 789 | La capitale distrutta! Big Mom e Jinbe 「首都崩壊！？ ビッグ・マムとジンベエ」 - Shuto hōkai!? Biggu Mamu to Jinbē – "La capitale crolla!? Big Mom e Jinbe" | 21 maggio 2017    | 5 novembre 2024  |
| 789 | Charlotte Moscato, sedicesimo figlio di Big Mom, cerca di portare alla ragione la madre, ma questa nella sua ira usa il suo potere per sottrargli quarant'anni di vita, uccidendolo. Jinbe giunge con dei croquembouche e sfama Big Mom, facendola calmare, poi le dice di doverle parlare di qualcosa di importante. Big Mom lo invita a seguirlo sperando per Jinbe che non intenda abbandonare la sua ciurma, ma lui, ripensando ai suoi momenti con Rufy, è pronto a tenere fede alla sua promessa. |                   |                  |
| 790 | Il castello dell'Imperatrice. L'approdo a Whole Cake Island 「四皇の城 ホールケーキアイランド到着」 - Yonkō no shiro - Hōru Kēki Airando tōchaku – "Il castello dell'Imperatrice - L'arrivo su Whole Cake Island" | 28 maggio 2017    | 7 novembre 2024  |
| 790 | Alcune ore prima Jinbe aveva comunicato ai pirati del Sole l'intenzione di lasciarli per unirsi a Rufy trovando comunque il loro appoggio. Tuttavia Charlotte Praline, un'altra figlia di Big Mom e moglie di Aladin, lo avvertì che nessuno che aveva chiesto di andarsene era sopravvissuto. Nonostante ciò, Jinbe espone la sua richiesta a Big Mom che afferma di volerlo privare di qualcosa scegliendo tramite una macabra roulette. Intanto, mentre proseguono il viaggio, Pedro rivela a Rufy e gli altri di essere stato in passato un pirata insieme a Pekoms e che alcuni anni prima fu sconfitto nel territorio di Big Mom, tuttavia, colpito dal fatto che i sovrani di Zo abbiano mostrato loro il Road Poignee Griffe, intende aiutarli a fare una copia di quello in possesso di Big Mom mentre loro salveranno Sanji. Il giorno successivo, Rufy e gli altri raggiungono Whole Cake Island. |                   |                  |
| 791 | La foresta dei dolciumi. Luffy contro Luffy 「お菓子な森 ルフィＶＳルフィ！？」 - Okashi na mori - Rufi tai Rufi!? – "La foresta dei dolciumi - Rufy contro Rufy!?" | 4 giugno 2017     | 12 novembre 2024 |
| 791 | Brook e Pedro partono alla ricerca del Road Poignee Griffe a bordo dello Shark Submerge, mentre gli altri sbarcano sull'isola non trovando però Pudding all'appuntamento che aveva dato loro sulla spiaggia. Rufy e Chopper avvistano Sanji che si dilegua all'interno di una foresta lì vicino e lo inseguono insieme a Nami e Carrot. Inoltratisi in un'intricata foresta di dolciumi, vengono quasi divorati da un enorme coccodrillo parlante, poi s'imbattono in una copia speculare di Rufy. Mentre Rufy comincia a lottare con la sua copia speculare, gli altri tre avvistano di nuovo Sanji e riprendono ad inseguirlo. |                   |                  |
| 792 | L'assassino di Mom. Luffy e la foresta della seduzione! 「マムの刺客 ルフィと誘惑の森！」 - Mamu no shikaku - Rufi to yūwaku no mori! – "L'assassino di Mom - Rufy e la foresta della seduzione!" | 11 giugno 2017    | 14 novembre 2024 |
| 792 | Nami, Chopper e Carrot s'imbattono in un gigantesco uomo sotterrato fino al collo che chiede loro di portargli del succo, ma essi lo ignorano e proseguono, venendo attaccati da un coniglio umanoide che cavalca una gru. I tre decidono a quel punto di tornare alla nave, recuperano Rufy che sta ancora combattendo con la sua copia e percorrono la strada al contrario, ma si ritrovano dal gigantesco uomo sotterrato. Dopo avere tentato un'altra volta di raggiungere la nave, si rendono conto che tutta la foresta, con alberi, fiori e terreno compreso, è viva e si muove per fare sbagliare loro strada. A quel punto Rufy afferra Nami e cambia forma, mostrando di essere in realtà Charlotte Brulee, ottava figlia di Big Mom. |                   |                  |
| 793 | Una nazione marinara. Il re di Germa, Judge 「海遊国家 ジェルマの王ジャッジ」 - Kaiyū kokka - Jeruma no Ō Jajji – "Il regno che viaggia per mare - Il Re del Germa Judge" | 18 giugno 2017    | 19 novembre 2024 |
| 793 | Sanji è ospite presso il castello del Germa 66, un regno senza nazione costituito da numerose navi collegate tra loro, e Reiju gli illustra i privilegi di essere un reale. Poco dopo sopraggiunge Judge, loro padre e comandante del Germa che conquistò il Mare Settentrionale con la forza uccidendo i quattro re che vi regnavano, e sfida a duello Sanji poiché questi ha malmenato suo fratello Yonji. Sanji con stupore di tutti però tiene testa al padre nello scontro sia fisico che di pensiero, mentre ricorda di come da bambino veniva fatto oggetto di bullismo dai tre fratelli con l'indifferenza del padre. |                   |                  |
| 794 | Duello tra padre e figlio! Judge vs. Sanji! 「父子対決 ジャッジVSサンジ!」 - Oyako taiketsu - Jajji tai Sanji! – "Duello padre-figlio - Judge contro Sanji!" | 25 giugno 2017    | 21 novembre 2024 |
| 794 | Judge riesce ad avere la meglio su Sanji grazie alla tecnologia del Germa e ai suoi soldati che gli fanno da scudo umano. Più tardi spiega a Sanji che vuole l'appoggio di Big Mom per conquistare il Mare Settentrionale e per ciò intende "sacrificare" lui, che non considera suo figlio, per il matrimonio necessario all'alleanza; poi gli fa mettere da Reiju delle manette esplosive per impedirgli di fuggire. Mentre Brook e Pedro s'infiltrano a Sweet City, Rufy è disperso nella foresta e, dopo essersi imbattuto di nuovo nell'uomo gigante sotterrato, avvista i suoi compagni che però cominciano a scappare e nascondersi. |                   |                  |
| 795 | Un'ambizione smisurata. Big Mom e Caesar 「巨大な野望 ビッグ・マムとシーザー」 - Kyodai na yabō - Biggu Mamu to Shīzā – "Grande ambizione - Big Mom e Caesar" | 2 luglio 2017     | 26 novembre 2024 |
| 795 | Brook e Pedro leggono sul giornale che Jinbe ha ritrattato la decisione di lasciare la ciurma di Big Mom e vedono Pudding scoprendo che non è andata all'appuntamento con gli altri. Insieme a Pudding c'è Tamago, il quale riceve un rapporto così che i due scoprono che la ciurma di Big Mom è a conoscenza di tutti i loro spostamenti. Nel frattempo Capone, insieme ai suoi uomini, spara a Pekoms dopo averlo legato facendolo precipitare da una scogliera. Big Mom chiede a Caesar Clown riguardo agli esperimenti sul gigantismo che gli aveva finanziato, ma lo scienziato incolpa Rufy e Law del fallimento. Big Mom gli rivela che ha fatto ricostruire il laboratorio e gli ordina di sintetizzare il siero in due settimane. Nel frattempo Rufy cattura le molteplici copie dei suoi compagni e le raggruppa tutte dall'uomo gigante sotterrato, chiedendosi cosa stia succedendo. |                   |                  |
| 796 | Il paese delle anime. Gli spaventosi poteri di Big Mom! 「魂の国 マムの恐るべき能力！」 - Tamashī no kuni - Mamu no osorubeki nōryoku! – "Regno delle anime - Il temibile potere di Mom!" | 9 luglio 2017     | 28 novembre 2024 |
| 796 | Rufy scopre che una delle creature che ha catturato è Nami che gli racconta di come hanno affrontato Brulee: dopo che Carrot fu intrappolata in uno specchio dai poteri della donna, Chopper rimase indietro per permetterle di fuggire e ritrovare il capitano. I due convincono allora l'uomo sotterrato, che ha assistito a tutta la scena, a raccontare loro quello che sa: egli spiega che Chopper è stato sconfitto e che Big Mom chiede a tutti gli abitanti di Tottoland di sacrificare 1 mese di vita ogni 6 per rimanere sotto la sua protezione. Tali parti di anima vengono inseriti da emanazioni della stessa imperatrice in tutte le cose e animali, rendendole vive e antropomorfe prendendo il nome di Homeys. Egli rivela inoltre che le copie dei loro compagni sono normali animali trasformati dai poteri di Brulee e che lui sa tutte queste cose perché in passato è stato uno dei mariti di Big Mom. In quel momento, Charlotte Cracker, decimo figlio di Big Mom, arriva sul posto inviato dalla stessa imperatrice. |                   |                  |
| 797 | Primo ufficiale! Arriva Cracker, uno dei tre generali dei dolci 「大幹部！三将星クラッカー登場」 - Dai kanbu! San shōsei Kurakkā tōjō – "Primo ufficiale! - Arriva Cracker dei 3 generali dei dolci" | 16 luglio 2017    | 3 dicembre 2024  |
| 797 | Cracker solleva di peso l'uomo sotterrato accusandolo di essere un traditore per avere rivelato segreti ai nemici. Questi implora pietà chiedendo di potere rivedere le sue figlie, Chiffon e Laura. Nami si ricorda di Laura, conosciuta a Thriller Bark, e capisce che l'uomo è suo padre e Big Mom la madre. Sul posto arriva anche King Baum, il capo degli Homeys della foresta, con Brulee, che mostra loro come ha intrappolato Carrot e Chopper nel mondo degli specchi. Quest'ultimo tuttavia rassicura gli amici e sussurra qualcosa a Rufy e Nami. Quando Cracker attacca l'uomo, Rufy devia il colpo e si prepara ad affrontare l'ufficiale di Big Mom. Nami intanto fugge insieme all'uomo, che dice di chiamarsi Pound, inseguita da Brulee e gli Homeys. Nami rassicura Pound che sua figlia Laura sta bene e gli mostra la Vivre Card che le aveva dato. Alla vista di ciò, gli Homeys cessano ogni azione ostile, impotenti davanti all'aura della loro creatrice emanata dalla Vivre Card. |                   |                  |
| 798 | Un avversario da 800 milioni! Luffy contro Cracker dalle mille braccia! 「8億の敵 ルフィVS千手のクラッカー」 - Hachi oku no teki - Rufi tai senju no Kurakkā – "Un nemico da 800 milioni - Rufy vs Cracker dalle 1000 braccia" | 23 luglio 2017    | 5 dicembre 2024  |
| 798 | Rufy affronta Cracker trovandosi in difficoltà poiché questi sembra potere moltiplicare a piacimento braccia, spade e scudi. Intanto Brulee racconta a Nami che negli ultimi tempi quattro delle undici supernove si sono avventurati nei territori di Big Mom: ad esclusione di Bege che si è unito all'imperatrice, gli altri sono fuggiti. L'unico che si è distinto è stato Urouge che ha sconfitto uno dei quattro generali dei dolci, prima di essere sconfitto a sua volta da Cracker. Nami, con l'aiuto di Pound, riesce a colpire Brulee con un fulmine e a ricacciarla nel mondo degli specchi. Nami capisce poi che la Vivre Card che le diede Laura appartiene a Big Mom e medita di usarla per manipolare gli Homeys. |                   |                  |
| 799 | Duello a piena potenza! Gear Fourth contro il potere Bisco Bisco 「全力勝負 ギア 4VSビスビスの能力」 - Zenryoku shōbu - Gia Fōsu tai Bisu Bisu no chikara – "Scontro a piena potenza - Gear Fourth vs il potere Bisco Bisco" | 30 luglio 2017    | 10 dicembre 2024 |
| 799 | Mentre Brook e Pedro cercano un modo di introdursi nel castello di Big Mom, Nami usa la Vivre Card di quest'ultima per ordinare agli Homeys di attaccare Cracker. Intanto Rufy sfodera il Gear Fourth e spezza le difese di Cracker, frantumandolo. Dal corpo esce il vero Cracker che rivela che ciò che Rufy ha combattuto finora è solo una sua armatura che può ricreare e moltiplicare a piacimento con i suoi poteri del frutto del diavolo Bisco Bisco. |                   |                  |
| 800 | Ichiji e Niji. Riunione! La famiglia Vinsmoke! 「1と2 集結！ヴィンスモーク家」 - Ichi to Ni - Shūketsu! Vinsumōku-ke – "1 e 2 - Riunione! La famiglia Vinsmoke" | 6 agosto 2017     | 12 dicembre 2024 |
| 800 | Mentre Rufy continua a combattere contro Cracker, Brook e Pedro si nascondono in un soldato biscotto di ronda per entrare di nascosto nel castello. Nel frattempo tornano dalla missione in cui erano impegnati Ichiji e Niji, i fratelli maggiori di Sanji, ma durante la cena quest'ultimo s'infuria con il secondo perché spreca il cibo e cerca di colpire la capocuoca Cosette sostenendo che il cibo che prepara non sia buono. |                   |                  |
| 801 | La vita del benefattore. Sanji e padron Zef 「恩人の命 サンジと料理長ゼフ」 - Onjin no inochi - Sanji to ōnā Zefu – "La vita del benefattore - Sanji e il maestro Zef" | 13 agosto 2017    | 17 dicembre 2024 |
| 801 | Judge placa il litigio tra Niji e Sanji, minacciando quest'ultimo di uccidere Zef se dovesse opporsi al matrimonio. Nel frattempo, Rufy esaurisce il tempo in cui riesce a rimanere in Gear Fourth: stremato, viene braccato da uno dei soldati biscotto di Cracker. |                   |                  |
| 802 | La rabbia di Sanji. Il segreto del Germa 66 「怒りのサンジ ジェルマ66の秘密」 - Ikari no Sanji - Jeruma daburu shikkusu no himitsu – "La collera di Sanji - Il segreto del Germa 66" | 20 agosto 2017    | 19 dicembre 2024 |
| 802 | Rufy viene tratto in salvo da Nami che usa gli Homeys contro i soldati biscotto e fuggono insieme aspettando che egli riprenda le forze, ma vengono raggiunti da Cracker. Intanto, Sanji scopre che Cosette è stata malmenata e Yonji si offre di portarlo da Niji, sospettato di essere il colpevole, ma lo conduce nel laboratorio segreto del Germa 66, dove spiega che il motivo per cui sono temuti e invidiati nel mondo è un esercito di cloni che vengono coltivati in laboratorio. Judge, infatti, è un brillante scienziato che collaborò in passato con Vegapunk. I fratelli vengono raggiunti da Ichiji e Niji e Sanji, furibondo, si scaglia su quest'ultimo. |                   |                  |
| 803 | Il passato che si è lasciato alle spalle. Sanji Vinsmoke 「捨てた過去 ヴィンスモーク・サンジ」 - Suteta kako - Vinsumōku Sanji – "Il passato abbandonato - Sanji Vinsmoke" | 27 agosto 2017    | 24 dicembre 2024 |
| 803 | Nami riesce a tenere impegnato Cracker così che Rufy recupera le forze ed è pronto ad affrontarlo di nuovo. Intanto Sanji si scontra con Niji, ma è costretto a non reagire quando i suoi fratelli minacciano nuovamente Zef. Sanji ricorda di quando era un bambino, unico tra i suoi fratelli a non essere nato come superuomo in seguito agli esperimenti di Judge; considerato da lui una delusione fu imprigionato in una segreta con una maschera di ferro e proclamato morto alla nazione. |                   |                  |
| 804 | Verso il Mare Orientale! La risoluta partenza di Sanji 「東の海へ サンジ決意の船出」 - Īsuto Burū e - Sanji ketsui no funade – "Verso il Mare Orientale - La risoluta partenza di Sanji" | 3 settembre 2017  | 26 dicembre 2024 |
| 804 | Rinchiuso in cella, Sanji ricordò di quando si cimentava nelle prime ricette che portava alla madre malata, poi deceduta. Chiese quindi di farsi portare l'occorrente e passò il tempo imparando a cucinare, tra le ripetute violenze dei fratelli che periodicamente tornavano a malmenarlo e la gentilezza di Reiju che medicava le sue ferite. Un giorno, mentre il Germa 66 era nel Mare Orientale per una guerra, Sanji decise di fuggire con l'aiuto di Reiju. Scoperto da Judge, questi lo lasciò andare felice di sbarazzarsi di Sanji che sarebbe sicuramente morto da solo, chiedendogli di non raccontare di essere suo figlio poiché se ne vergognava. In lacrime, Sanji fuggì spronato da Reiju, imbarcandosi su una nave ristorante. Nel presente, costretto a non reagire, Sanji viene malmenato come in passato dai suoi fratelli. |                   |                  |
| 805 | Sfida ai propri limiti! Luffy e i biscotti infiniti! 「限界勝負 ルフィと無限ビスケット」 - Genkai shōbu - Rufi to mugen bisuketto – "Sfidare i propri limiti - Rufy e i biscotti infiniti" | 17 settembre 2017 | 31 dicembre 2024 |
| 805 | Mentre Chopper e Carrot sono braccati da Brulee nel mondo degli specchi, Nami utilizza i suoi poteri per creare della pioggia con cui i soldati biscotto di Cracker si ammorbidiscono, così che Rufy li possa mangiare per impedire loro di rigenerarsi. Nel frattempo, il Germa si prepara a partire per il castello di Big Mom e Reiju si prende cura delle ferite di Sanji commentando la sua cavalleria. Intanto, Rufy divora innumerevoli biscotti creati da Cracker arrivando al limite del suo stomaco. |                   |                  |
| 806 | Il potere della pancia piena! Il nuovo Gear Fourth, Tankman 「満腹の力 新ギア４タンクマン！」 - Manpuku no chikara - Shin Gia Fōsu Tankuman! – "Il potere della sazietà - Il nuovo Gear Fourth Tank Man" | 24 settembre 2017 | 2 gennaio 2025   |
| 806 | Rufy utilizza il Gear Fourth in una forma data dallo stomaco pieno e respinge l'attacco di Cracker, sconfiggendolo e scagliandolo contro il castello di Big Mom, dove viene trovato dai suoi fratelli. Pound si avvicina a Rufy e Nami consigliando loro di scappare prima che l'ira di Big Mom si abbatta su di loro, ma lui insiste perché King Baum li accompagni da Sanji. Quest'ultimo, intanto, insieme alla sua famiglia parte per raggiungere il castello di Big Mom. |                   |                  |
| 807 | Un duello straziante. Luffy contro Sanji (prima parte) 「哀しき決闘 ルフィVSサンジ (前編)」 - Kanashiki kettō - Rufi VS Sanji (zenpen) – "Il duello più triste - Rufy vs Sanji (parte 1)" | 1º ottobre 2017   | 7 gennaio 2025   |
| 807 | Sanji ripensa alla sua infanzia, al suo incontro con Zef e poi con Rufy. Mentre è assorto nei suoi pensieri, Rufy e Nami raggiungono la carrozza con la quale si sta dirigendo al castello di Big Mom, dicendogli di venire via con loro, ma Sanji colpisce il pirata rivolgendogli amare parole di sdegno. |                   |                  |
| 808 | Un duello straziante. Luffy contro Sanji (seconda parte) 「哀しき決闘 ルフィVSサンジ (後編)」 - Kanashiki kettō - Rufi VS Sanji (kōhen) – "Il duello più triste - Rufy vs Sanji (parte 2)" | 1º ottobre 2017   | 9 gennaio 2025   |
| 808 | Rufy rifiuta l'idea che Sanji pensi veramente quanto dice, ma questi comincia a colpirlo per scacciarlo. Rufy tuttavia rimane a subire i colpi dell'amico tra gli scherni del Germa e la disperazione di Nami, finché non crolla a terra. Mentre Sanji si allontana, Rufy gli grida che rimarrà lì ad aspettarlo e fino ad allora farà uno sciopero della fame. Seppure in lacrime a queste parole, Sanji decide di proseguire il viaggio con la sua famiglia. |                   |                  |
| 809 | Tempesta vendicativa. L'armata della rabbia parte all'attacco! 「復讐の嵐 怒りの軍団襲来！」 - Fukushū no arashi - Ikari no gundan shūrai! – "Tempesta vendicativa - L'esercito infuriato irrompe!" | 15 ottobre 2017   | 14 gennaio 2025  |
| 809 | Big Mom viene a sapere della sconfitta di Cracker e, furiosa, scatena una "tempesta vendicativa" sulla zona inviando il suo esercito a caccia di Rufy; quest'ultimo intanto si rifiuta persino di far arrivare alla sua bocca la pioggia di sciroppo che imperversa, per mantenere la promessa di non mangiare nulla che non sia cucinato da Sanji. Il Germa 66 intanto arriva al castello e intrattiene un pranzo con l'imperatrice, dove Pudding lascia un messaggio a Sanji per parlare in privato. Intanto, Nami e Rufy avvistano l'armata di nemici, ma quest'ultimo rifiuta di fuggire per mantenere la parola data a Sanji. |                   |                  |
| 810 | La fine dell'avventura. La risoluta proposta di Sanji 「冒険の終わり サンジ決意のプロポーズ」 - Bōken no owari - Sanji ketsui no puropōzu – "Fine dell'avventura - La risoluta proposta di Sanji" | 22 ottobre 2017   | 16 gennaio 2025  |
| 810 | Mentre Rufy e Nami affrontano l'esercito di Big Mom, Sanji si ritrova con Pudding dopo il pranzo. Pudding racconta che aveva dato appuntamento a Rufy e gli altri e di non essere riuscita a raggiungerli, ma lo esorta ad andarsene prima che ne sia impossibilitato. Sanji tuttavia spiega che non può andarsene già a causa delle manette e delle minacce contro Zef, riponendo in Pudding la sua salvezza. |                   |                  |
| 811 | Aspetterò qui. Luffy contro l'armata della rabbia 「ここで待つ ルフィVS怒りの軍団」 - Koko de matsu - Rufi tai ikari no gundan – "Aspetterò qui - Rufy contro l'esercito infuriato" | 29 ottobre 2017   | 21 gennaio 2025  |
| 811 | Mentre Chopper e Carrot affrontano Brulee e i suoi alleati nel mondo degli specchi, Rufy e Nami continuano a combattere l'esercito di Big Mom. Nami viene però catturata e Rufy, stremato dagli scontri, viene infine sconfitto. Intanto Sanji chiede a Big Mom di risparmiare i suoi compagni e di lasciarli andare via, promettendo in cambio di accettare il matrimonio. Big Mom, con suo stupore, accetta, gioiosa al pensiero della torta nuziale e di avere dalla sua la potenza del Germa 66. I figli di Big Mom intanto scoprono che Nami ha la Vivre Card della madre appartenuta a Laura e discutono sul fatto che l'abbia uccisa nonostante Nami affermi che sia una sua amica. |                   |                  |
| 812 | Infiltrati nel castello. Il furto del Road Poignee Griffe 「城内潜入 奪え！ ロード歴史の本文」 - Shatō sennyū - Ubae! Rōdo Pōnegurifu – "Infiltrazione allo Chateau - Rubatelo! Il Road Poignee Griffe" | 5 novembre 2017   | 23 gennaio 2025  |
| 812 | Rufy e Nami vengono rinchiusi in un libro-prigione grazie ai poteri di Charlotte Mont d'Or. Brulee e i suoi alleati catturano Carrot e Chopper, ma quest'ultimo ha in mente un piano per liberarsi delle catene e ribaltare la situazione. Intanto Brook grazie ai suoi poteri trova la stanza dei tesori di Big Mom dov'è custodito il Road Poignee Griffe, ma scopre che la sorveglianza è aumentata dopo che Tamago ha saputo della presenza di Pedro sull'isola. Per riuscire nell'impresa, Brook chiede a Pedro di fare da esca e il visone accetta. Nel frattempo Big Mom sta mostrando al Germa 66 la sua collezione di creature particolari intrappolate nei libri da Mont d'Or, quando riceve la notizia della cattura di Rufy. Attraverso un lumacofono, comincia a prendersi gioco di lui e delle minacce che le aveva rivolto sull'isola degli uomini-pesce, ma Rufy per tutta risposta la sfida a combattere faccia a faccia seduta stante. |                   |                  |
| 813 | Lo scontro del destino. Luffy e Big Mom! 「因縁の対面 ルフィとビッグ・マム！」 - Innen no taimen - Rufi to Biggu Mamu! – "Faccia a faccia - Rufy e Big Mom!" | 12 novembre 2017  | 28 gennaio 2025  |
| 813 | Big Mom liquida le minacce di Rufy dicendo che li risparmierà anche per avere mangiato i dolciumi a lei destinati sull'isola degli uomini-pesce perché smania nell'aprire lo scrigno l'indomani durante il matrimonio; si rivolge poi a Nami cercando di scoprire dove si trova Laura, che l'imperatrice vuole uccidere poiché ella è fuggita mandando a monte un matrimonio che avrebbe portato alla famiglia grande potere. Nel frattempo Pedro attacca frontalmente la stanza dei tesori, sbaragliando le guardie fuori dalla porta e attirando lontano parte di quelle all'interno, compresi Tamago e il generale dei dolci Smoothie. |                   |                  |
| 814 | L'urlo dell'anima. Il piano elettrico di Brook e Pedro 「魂の叫び ブルック＆ペドロ電撃作戦」 - Tamashī no sakebi - Burukku & Pedoro dengeki sakusen – "Grido dell'anima - L'operazione fulminea di Brook e Pedro" | 19 novembre 2017  | 30 gennaio 2025  |
| 814 | Brook entra nella stanza dei tesori chiudendosi dentro, affrontando le guardie rimaste all'interno e mostrando di potere sconfiggere facilmente i soldati degli scacchi animati da Big Mom con i poteri di manipolazione della propria anima data dal suo frutto del diavolo. Intanto Chopper e Carrot passano al contrattacco come premeditato cogliendo Brulee e i suoi alleati alla sprovvista. Nel frattempo Pudding si reca da Rufy e Nami, scusandosi e dicendo loro che Sanji le ha fatto la proposta di matrimonio. |                   |                  |
| 815 | Addio. La struggente decisione di Pudding 「さよなら プリン涙の決意」 - Sayonara - Purin namida no ketsui – "Addio - Le lacrime risolutive di Pudding" | 26 novembre 2017  | 4 febbraio 2025  |
| 815 | Pudding dice che sa che la proposta di Sanji è stata fatta solo per gentilezza e non intende sposarlo, poi sussurra qualcosa a Rufy e Nami che li lascia esterrefatti e si allontana in lacrime. Intanto Chopper e Carrot sconfiggono Brulee e i suoi alleati, intendendo sfruttare la figlia di Big Mom come mezzo per spostarsi sull'isola attraverso gli specchi. Brook nel frattempo sbaraglia le guardie rimaste e raggiunge il Road Poignee Griffe, ma Big Mom, saputo dell'attacco, arriva sul posto ed entra nella stanza sfondando senza sforzo il portone. Pedro viene accerchiato nel giardino interno e fronteggiato da Tamago che gli chiede cosa l'abbia spinto a tornare dopo che l'ultima volta Big Mom gli ha sottratto cinquant'anni di vita. Intanto Reiju, mentre si aggira nel castello circospetta, viene ferita da un misterioso assalitore. |                   |                  |
| 816 | L'occhio sinistro. Pedro contro il barone Tamago 「左眼の因縁 ペドロVSタマゴ男爵」 - Hidarime no innen - Pedoro tai Tamago danshaku – "Il destino dell'occhio sinistro - Pedro contro il barone Tamago" | 3 dicembre 2017   | 6 febbraio 2025  |
| 816 | Reiju viene raggiunta da Pudding che nota allarmata che è stata ferita. Intanto, Brook senza timore decide di affrontare apertamente Big Mom per completare la sua missione. Nel frattempo Pedro e Tamago si affrontano ricordando gli avvenimenti di cinque anni prima: Pedro e il suo compare Zepo si erano intrufolati sull'isola per rubare un Poignee Griffe e il primo aveva ferito l'uomo facendogli perdere un occhio. Catturati poi da Big Mom, Zepo era stato condannato a perdere 100 anni di vita ed era stato così ucciso. Pedro, offrendo in sacrificio il suo occhio sinistro, aveva perso 50 anni di vita permettendogli di avere ancora qualche anno da vivere. Al presente, Pedro afferma di essere pronto a dare la vita per la Ciurma di Cappello di Paglia che è convinto porterà "l'alba del mondo", e taglia in due Tamago. |                   |                  |
| 817 | Una sigaretta umida. La notte prima del matrimonio di Sanji 「シケモク サンジの結婚前夜」 - Shikemoku - Sanji no kekkon zenya – "Sigaretta umida - La notte prima del matrimonio di Sanji" | 10 dicembre 2017  | 11 febbraio 2025 |
| 817 | Sanji si reca da Pudding con un cestino di cibo preparato da lui, ma, respinto dalla porta parlante, si avvicina alla finestra dove vede la ragazza ridere e parlare con Reiju. Pudding rivela di avere sempre finto e di essere un'abile doppiogiochista, vantandosi di come ha ingannato la ciurma di Cappello di Paglia e Sanji, che deride ripetutamente per la proposta di matrimonio. In realtà, poco prima sussurrò a Rufy e Nami che avrebbe ucciso Sanji alla cerimonia, e la stessa sorte toccherà alla famiglia Vinsmoke, perché l'intento di Big Mom è solo quello di appropriarsi della tecnologia dei cloni. Disperato, Sanji piange silenziosamente fuori dalla finestra. |                   |                  |
| 818 | Anima indomita. Brook contro Big Mom 「不屈の魂 ブルックVSビック・マム」 - Fukutsu no sōru - Burukku tai Biggu Mamu – "L'anima imperterrita - Brook contro Big Mom" | 17 dicembre 2017  | 13 febbraio 2025 |
| 818 | Pudding utilizza i suoi poteri del frutto Memo Memo per modificare i ricordi di Reiju in modo che pensi di essere stata attaccata da dei pedoni e non abbia mai incontrato lei, dimenticando tutto quanto appena rivelato. Intanto, mentre Brook resiste strenuamente ai colpi di Big Mom, Chopper e Carrot individuano gli specchi che danno sul castello alla ricerca dei propri compagni. Nel frattempo, Jinbe arriva alla biblioteca dei prigionieri e mette fuori combattimento Charlotte Opera, poiché intenzionato a liberare Rufy e Nami. |                   |                  |
| 819 | Il desiderio di Sora. Sanji, il fallimento del Germa 「母の願い ジェルマの失敗作サンジ」 - Sora no negai - Jeruma no shippaisaku Sanji – "Il desiderio di Sora - Sanji, l'errore del Germa" | 24 dicembre 2017  | 18 febbraio 2025 |
| 819 | Mentre Jinbe libera Rufy e Nami, Sanji raggiunge Reiju in infermeria e le racconta quanto sia realmente accaduto con Pudding. Reiju tuttavia dice che preferisce non dire nulla e pensa che il Germa 66 debba andare incontro al suo destino, spronando invece Sanji ad andarsene e vivere. Reiju spiega che quando la madre Sora era incinta di Sanji e dei fratelli, venne costretta ad un'operazione di manipolazione genetica voluta da Judge, perciò assunse un farmaco per contrastarla. A causa di ciò negli anni successivi si ammalò e morì, ma Sanji nacque privo della manipolazione genetica come un bambino gentile. Per questo motivo, dopo la morte di Sora, Judge riversò la sua frustrazione su Sanji considerandolo sempre un fallimento e per lo stesso motivo Reiju sprona Sanji a continuare a vivere. |                   |                  |
| 820 | Verso Sanji. Il grande contrattacco furioso di Luffy! 「サンジの元へ ルフィ逆襲の大激走!」 - Sanji no moto e - Rufi gyakushū no dai gekisō! – "Per raggiungere Sanji - Il balzo infernale vendicativo di Rufy!" | 7 gennaio 2018    | 20 febbraio 2025 |
| 820 | Mentre Rufy si fa largo nel castello di Big Mom sbaragliando i nemici per raggiungere Sanji, Tamago grazie ai poteri del suo frutto del diavolo pur essendo stato sconfitto si riforma come Visconte Pulcino riprendendo lo scontro più forte di prima contro Pedro. Quest'ultimo tuttavia lo sconfigge nuovamente e, prima che Tamago si evolva ancora nel Conte Pollo, essendo circondato da nemici si fa esplodere con una carica di dinamite. Brook intanto viene sconfitto da Big Mom e catturato; l'imperatrice lo fa perquisire per assicurarsi che non abbia una copia del Road Poignee Griffe, affermando di volere essere lei a raggiungere Raftel, decifrando le iscrizioni tramite i poteri ancora sopiti di Pudding, una mezzosangue della rara tribù dei tre occhi. |                   |                  |
| 821 | Il castello in subbuglio. Luffy al rendez-vous 「城内動乱 ルフィ約束の場所へ」 - Shatō dōran - Rufi yakusoku no basho e – "Chateau in tumulto - Rufy al luogo d'incontro" | 14 gennaio 2018   | 25 febbraio 2025 |
| 821 | Pedro in realtà ha fatto esplodere la dinamite, ma è stato salvato da Chopper e Carrot, che tramite Brulee l'hanno portato nel mondo degli specchi. I tre rintracciano quindi, sempre attraverso gli specchi, Nami e Jinbe. Rufy intanto continua a farsi strada nel castello alla ricerca di Sanji e finisce nell'infermeria con Reiju. La ragazza gli rivela che Sanji sa già della vera natura di Pudding e Rufy, sollevato, decide quindi di dirigersi nel punto fuori dal castello dove aveva promesso di aspettare il cuoco. |                   |                  |
| 822 | L'addio di Sanji! Il pranzo per la sua ciurma 「別れの決意 サンジと麦わら弁当」 - Wakare no ketsui - Sanji to Mugiwara bentō – "Deciso a dire addio - Sanji e il pranzo di Cappello di paglia" | 21 gennaio 2018   | 27 febbraio 2025 |
| 822 | I figli e sottoposti di Big Mom fanno il punto della situazione sui sei intrusi arrivati sull'isola arrivando all'errata conclusione che sono stati tutti catturati o uccisi: Pedro è infatti creduto morto, Chopper e Carrot ancora prigionieri e Charlotte Opera mente dicendo di avere bruciato vivi Rufy e Nami per non incorrere nelle ire della madre. Mentre Rufy, ormai affamato e allo stremo delle forze si dirige al punto d'incontro, Sanji è ancora nel castello meditabondo. Quando però Bobbin si avvicina e mette mano al cibo preparato da Sanji, il cuoco s'infuria colpendolo violentemente e parte alla ricerca di Rufy. |                   |                  |
| 823 | L'Imperatrice si rigira nel sonno. Il grande piano di salvataggio di Brook! 「四皇の寝返り ブルック救出大作戦！」 - Yonkō no negaeri - Burukku kyūshutsu dai sakusen! – "L'Imperatrice si rigira - Il gran piano del salvataggio di Brook!" | 28 gennaio 2018   | 4 marzo 2025     |
| 823 | Nami, Chopper, Jinbe, Pedro e Carrot nel mondo degli specchi trovano Brook nella stanza da letto di Big Mom, stretto dalle mani dell'imperatrice mentre dorme. Dopo vari tentativi, riescono però a trarlo in salvo nel mondo degli specchi, lasciando un fantoccio al suo posto. Intanto, mentre Sanji si dirige fuori dal castello al punto d'incontro con Rufy, quest'ultimo arriva nel punto stabilito e, stremato e affamato, viene attaccato dall'ennesimo figlio di Big Mom. |                   |                  |
| 824 | Il luogo della promessa. Luffy e lo scontro fino al limite 「約束の場所 ルフィ限界の一騎打ち」 - Yakusoku no basho - Rufi genkai no ikki uchi – "Il luogo della promessa - Il combattimento al limite di Rufy" | 4 febbraio 2018   | 6 marzo 2025     |
| 824 | Brook mostra ai compagni che è riuscito a fare una copia del Road Poignee Griffe e l'ha nascosta all'interno della sua scatola cranica riuscendo ad eludere la perquisizione. Il gruppo non riesce a trovare Rufy e Sanji attraverso gli specchi, ma Nami suggerisce di cercarli all'esterno dove il pirata ha affermato di volere aspettare Sanji. Jinbe intanto spiega a tutti che c'è un complotto in atto avendolo saputo da Pekoms, salvato dopo essere stato fatto precipitare in mare da Capone. Nel frattempo, mentre il Germa festeggia ignaro per l'alleanza con Big Mom, Bobbin, all'inseguimento di Sanji, viene messo fuori combattimento da misteriosi assalitori. Sanji intanto arriva al campo di battaglia e dopo avere cercato fra le vittime che ancora giacciono al suolo, trova Rufy esausto e affamato. |                   |                  |
| 825 | Bugiardo. Luffy e Sanji 「ウソつき ルフィとサンジ」 - Usotsuki - Rufi to Sanji – "Bugiardo - Rufy e Sanji" | 11 febbraio 2018  | 11 marzo 2025    |
| 825 | Sanji consegna a Rufy il cestino con il cibo che aveva preparato per Pudding, ma lo invita ad andarsene per tre motivi: lo ha colpito e non merita di tornare sulla nave, Big Mom ha in ostaggio il Baratie e per quanto li odi non può permettere che i Vinsmoke vengano trucidati l'indomani. Rufy, ripresosi dopo lo spuntino, lo colpisce violentemente e lo sprona a dire veramente ciò che pensa: Sanji in lacrime confessa che vuole tornare sulla Sunny e il pirata lo rassicura dicendo che lui e gli altri lo aiuteranno a sistemare tutto. Intanto Charlotte Katakuri, uno dei tre Generali dei Dolci e secondogenito di Big Mom, arriva al castello dell'imperatrice. |                   |                  |
| 826 | Il ritorno di Sanji. Distruzione! L'infernale ricevimento del tè! 「サンジ復活 壊せ! 地獄のお茶会」 - Sanji fukkatsu - Kowase! Jigoku no ochakai – "Sanji ritorna - Schianto! Il Tea Party dall'inferno" | 18 febbraio 2018  | 13 marzo 2025    |
| 826 | Rufy e Sanji vengono contattati dai compagni attraverso un frammento di specchio e si aggiornano sugli ultimi eventi. Jinbe a questo punto racconta loro di Bege: uno dei cinque capi delle famiglie malavitose del mare occidentale, eliminò gli altri per prendere le loro ricchezze e il gusto di vedere gli altri farsi guerra per emergere come nuovo capo. Preso poi il mare, continuò a dare la caccia a capitani pirati, quindi durante gli ultimi due anni si sottomise a Big Mom per ricevere la sua protezione dai molti nemici che si era fatto. Jinbe spiega che ha scoperto da Pekoms, dopo che quest'ultimo fu gettato in mare da Bege e fu salvato dai pirati del Sole, che Capone intende uccidere a tradimento Big Mom durante il matrimonio. Dal momento che quest'ultimo nel frattempo si è guadagnato anche la posizione di capo della sicurezza del matrimonio, Jinbe propone a Rufy di allearsi con Bege per mandare a monte la cerimonia. |                   |                  |
| 827 | Un incontro segreto! Luffy contro i pirati Firetank! 「密会！ルフィVSファイアタンク海賊団」 - Mikkai! Rufi tai Faiatanku kaizoku-dan – "Un incontro segreto! Rufy contro i pirati Firetank" | 4 marzo 2018      | 18 marzo 2025    |
| 827 | Rufy accetta la proposta di Jinbe e insieme a Sanji si dirige alla base di Bege, sulla costa dell'isola. Accolti da Vito, insieme ai compagni vengono obbligati a lavarsi e cambiarsi per rendersi presentabili di fronte a Bege. Chiffon racconta a Nami che sua sorella gemella Laura fu data in sposa a Loki, principe gigante del regno di Erbaf innamoratosi di lei, ma fuggì al matrimonio e alla famiglia, attirandosi l'ira di Big Mom e venendo bollata come una traditrice. A causa di ciò le relazioni coi giganti precipitarono e Big Mom investì sulle ricerche di Caesar Clown sul gigantismo per sopperire. L'imperatrice inoltre riservò a Chiffon un atroce trattamento poiché le ricordava Laura e perciò la ragazza dice di non provare nulla in merito al piano di ucciderla, poiché ormai solo Bege e suo figlio Pez sono la sua famiglia. Finito di prepararsi, Rufy e i compagni si riuniscono a Bege e i pirati Firetank per discutere della collaborazione. |                   |                  |
| 828 | Il patto mortale. Le forze alleate di Luffy e Bege! 「死の協定 ルフィ&ベッジ連合軍!」 - Shi no kyōtei - Rufi Bejji rengō-gun! – "Il patto mortale - Le forze alleate di Rufy & Bege!" | 18 marzo 2018     | 20 marzo 2025    |
| 828 | Caesar, costretto da Bege a collaborare al piano per avere la libertà, finisce subito col litigare con quest'ultimo e Rufy. Jinbe porta tutti alla calma ricordando loro che devono collaborare per sconfiggere Big Mom. Così, mentre i boss del mondo criminale arrivano come ospiti sull'isola, Bege spiega il suo piano: Caesar ha costruito 3 lanciarazzi che rilasciano un gas letale che ucciderebbe anche Big Mom, tuttavia per scalfire la sua pelle resistente bisogna colpirla in un ben preciso momento di debolezza. Bege spiega che in un anno al suo servizio l'ha vista sanguinare solo una volta in cui la foto di una misteriosa benefattrice chiamata Madre Carmel cadde dal tavolo su cui era appoggiata. Bege intende quindi distruggere la foto che durante le cerimonie è sul tavolo di fronte a Big Mom e Rufy accetta tale compito. |                   |                  |
| 829 | La manovra segreta di Luffy. Il matrimonio delle cospirazioni sta per iniziare! 「ルフィ暗躍 開演直前！陰謀の結婚式」 - Rufi anyaku kaien chokuzen! Inbō no kekkonshiki – "Il piano segreto di Rufy prima che il sipario si alzi! La cospirazione per la cerimonia di matrimonio" | 25 marzo 2018     | 25 marzo 2025    |
| 829 | Rufy e Bege discutono gli ultimi dettagli del piano e Sanji torna verso le sue stanze. Intanto, Mont d'Or e Gallette trovano il cadavere di Bobbin e, insospettiti, vanno a verificare nella stanza di Sanji, trovandolo però lì senza potere provare che si sia mai mosso. Nel frattempo, i pirati del Sole lasciano Pekoms legato sulla costa e si ammutinano contro Big Mom: Jinbe ha deciso di unirsi alla Ciurma di Cappello di Paglia e loro, acconsentendo alla sua decisione, si dirigono verso l'isola degli uomini-pesce temendo una ritorsione dell'imperatrice. |                   |                  |
| 830 | La famiglia si riunisce. L'infernale ricevimento del tè ha inizio 「家族集結 開宴！地獄のお茶会」 - Famirī shūketsu kaien! Jigoku no ochakai – "Il raduno di famiglia ha inizio! Il Tea Party dall'inferno" | 1º aprile 2018    | 27 marzo 2025    |
| 830 | I vari ospiti arrivano al banchetto del Tea Party dopo essere stati perquisiti da Bege e i suoi uomini. Alle porte si presentano anche numerosi assassini desiderosi di vendetta contro Big Mom, ma vengono sbaragliati da Charlotte Katakuri e i suoi fratelli Daifuku e Oven, rispettivamente secondo, terzo e quarto figlio dell'imperatrice. Nel frattempo, mentre Rufy fa una sortita nella foresta delle tentazioni, Big Mom arriva alla festa e dà il benvenuto a tutti. |                   |                  |
| 831 | La coppia divisa! L'entrata in scena di Sanji e Pudding! 「仮面夫婦 サンジ♡プリン入場！」 - Kamen fūfu - Sanji ♡ Purin nyūjō! – "La finta coppia - L'entrata di Sanji e Pudding!" | 8 aprile 2018     | 1º aprile 2025   |
| 831 | Gli uomini di Bege svolgono gli ultimi preparativi al loro piano di assassinio, sbarazzandosi di testimoni scomodi, quindi fanno rapporto al loro capitano. Bege, con all'interno del suo corpo Rufy e gli altri, entra al Tea Party ormai incominciato preparandosi ad agire. Intanto, a mezzogiorno in punto, Sanji e Pudding arrivano alla festa per iniziare la cerimonia di nozze. |                   |                  |
| 832 | Il bacio della morte! Ha inizio il piano per l'uccisione dell'Imperatrice! 「死のキス 四皇暗殺作戦開始!」 - Shi no kisu - Yonkō ansatsu sakusen kaishi! – "Il bacio della morte - Inizia il piano per l'assassinio dell'Imperatore!" | 15 aprile 2018    | 3 aprile 2025    |
| 832 | Mentre Jinbe e gli altri all'interno del corpo di Bege cercano di svegliare Rufy che sta ancora riposando, la cerimonia di nozze entra nel vivo: al momento di baciare la sposa, Sanji solleva il velo di Pudding scoprendo il suo terzo occhio e si complimenta sinceramente per la sua bellezza. Pudding, che per tutta la vita è stata per quello disprezzata e considerata un mostro persino da Big Mom, scoppia a piangere. Big Mom fa segno al prete di eliminare Sanji, ma Katakuri prevede che Sanji eviterà il colpo e cerca di colpirlo a sua volta. Il cuoco però evita l'attacco di Katakuri che mette fuori combattimento il prete, facendo partire un colpo di pistola. Mentre gli ospiti cercano di capire cosa stia succedendo e i pirati di Big Mom non sanno se entrare in azione dato che Sanji è ancora vivo, Katakuri prevede una catastrofe e dice alla madre che non può far niente per evitarla: improvvisamente infatti dalla torta nuziale escono, distruggendola, decine di copie di Rufy. |                   |                  |
| 833 | L'offerta della tazza di sakè! Il cavalleresco Jinbe ripaga il suo debito 「盃返上! 侠客ジンベエの落とし前」 - Sakazuki henjō! Otoko Jinbei no otoshimae – "Offrendo una tazza di sakè! Il cavalleresco Jinbe ripaga il suo debito" | 22 aprile 2018    | 7 aprile 2025    |
| 833 | Prima della cerimonia, Rufy aveva catturato numerosi animali dalla foresta delle tentazioni, trasformandoli in copie di sé stesso con i poteri di Brulee; tutte queste creature escono così dalla torta distrutta, portando il caos. Big Mom intima furiosa a Rufy di farsi avanti; quest'ultimo, non curante delle conseguenze, si getta verso l'imperatrice nel tentativo di distruggere la foto di Carmel. Katakuri prevede le sue intenzioni e riesce a immobilizzarlo con i suoi poteri, ma interviene Jinbe che lo libera. Quest'ultimo si rivolge a Big Mom dicendo che intende lasciare la sua ciurma per unirsi ai pirati di Cappello di Paglia. L'imperatrice usa i suoi poteri per cercare di strappargli l'anima, ma Jinbe ne risulta immune perché non ha nessuna paura di lei, sostenendo che sia normale per qualcuno che fa parte della ciurma del futuro Re dei Pirati. Indispettita, Big Mom lo attacca con la sua furia, mentre senza che nessuno lo noti, Brook camuffato da pupazzo distrugge la foto di madre Carmel. |                   |                  |
| 834 | La missione è fallita? Il contrattacco dei pirati di Big Mom 「作戦失敗!? 反撃のビッグ・マム海賊団」 - Sakusen shippai!? Hangeki no Biggu Mamu kaizoku-dan – "Il piano fallisce!? I pirati di Big Mom contrattaccano" | 29 aprile 2018    | 8 aprile 2025    |
| 834 | I pirati e i figli di Big Mom attaccano Rufy e i suoi alleati, mentre Big Mom comincia ad entrare in crisi, ma non strilla come previsto e rimane confusa. Intanto Perospero incolla con i suoi poteri la famiglia Vinsmoke alle sedie, pronto a trucidarli insieme ai suoi fratelli e sorelle. Brook spiega a Rufy che Big Mom è confusa perché non sa se indirizzare la sua rabbia sulla torta o la foto distrutta, quindi suggerisce al capitano di mostrarle di nuovo la foto in frantumi. Mentre Rufy raggiunge la foto, Bege svela il suo tradimento, pronto insieme a Pedro e Jinbe ad ostacolare Katakuri. |                   |                  |
| 835 | Corri, Sanji! SOS! Germa 66! 「走れサンジ SOS!ジェルマ66」 - Hashire Sanji - SOS! Jeruma daburu shikkusu – "Corri, Sanji - SOS! Germa 66" | 6 maggio 2018     | 9 aprile 2025    |
| 835 | Mentre Sanji, ostacolato dai nemici, cerca di raggiungere la sua famiglia per salvarli, Rufy cerca di mostrare a Big Mom la foto distrutta supportato dai suoi alleati. Katakuri elude Jinbe, Pedro e Bege e riesce a bloccare a terra Rufy, ma è troppo tardi: allungando le mani egli riesce infatti a mostrare la foto a Big Mom, che emette un urlo fortissimo che stordisce tutti quanti. Rufy e i suoi alleati, preparatisi all'eventualità con dei tappi per le orecchie, riescono però ad approfittarne: Sanji, Nami, Chopper e Carrot liberano i Vinsmoke e consegnano loro le loro tute da combattimento, mentre Bege fa uscire dal suo corpo Gotti e Vito e si prepara a colpire l'imperatrice con i lanciarazzi di gas letale. Intanto, Big Mom ripensa a madre Carmel chiedendosi perché l'ha abbandonata. |                   |                  |
| 836 | Il segreto di Mamma! Erbaf e il piccolo mostro 「マムの秘密 巨人の島と小さな怪物」 - Mamu no himitsu - Erubafu to chīsana kaibutsu – "Il mistero di Mom - Erbaf e il piccolo mostro" | 13 maggio 2018    | 10 aprile 2025   |
| 836 | Sessantatré anni prima degli eventi attuali, Big Mom, una bambina di 5 anni affetta da gigantismo, fu abbandonata dai genitori sull'isola di Erbaf, poiché da loro ingestibile. Sull'isola viveva Carmel, una suora che convinse la Marina a graziare i capitani delle ciurme pirata dei giganti catturati per portare la pace tra le due razze. Carmel creò sull'isola la "Casa delle pecorelle", dove si prendeva cura di tutti quei bambini che per diverse ragioni erano lontani dalla famiglia. Linlin fu così accolta dalla suora e, nonostante con la sua forza e appetito smisurati causava diversi problemi, veniva sempre perdonata da Carmel. Tempo dopo sull'isola arrivò il momento di celebrare il solstizio d'inverno, periodo in cui tutti avrebbero digiunato per dodici giorni per ringraziare il Sole. Dopo sette giorni senza mangiare però, Linlin entrò nella sua prima crisi alimentare, scatenando distruzione alla capitale esigendo di mangiare. Assistendo alla scena, uno degli anziani ex capitani guerrieri giganti, decise di ucciderla perché troppo pericolosa. |                   |                  |
| 837 | Il compleanno di Mamma. Il giorno in cui Carmel scomparve 「マム誕生 カルメルが消えた日」 - Mamu tanjō - Karumeru ga kieta hi – "Il compleanno di Mom - Il giorno nel quale Carmel è scomparsa" | 20 maggio 2018    | 14 aprile 2025   |
| 837 | Linlin colpì violentemente l'anziano gigante, portandolo alla morte. Mentre Carmel, grazie ai suoi poteri, domava l'incendio causato dalla bambina, quest'ultima veniva placata con il cibo, non ricordando nulla dell'accaduto. Madre Carmel implorò i giganti di risparmiarla e si trasferì su un'altra isola: ella infatti segretamente negli anni aveva venduto gli orfani al Governo Mondiale per trasformarli in fidati Marine o agenti segreti del Cipher Pol, ed intendeva vendere anche Linlin per uscire dal giro abbastanza ricca. Poco prima della compravendita però, si celebrò il compleanno di Linlin: inebriata dal cibo ella continuò a mangiare finché non rimase nulla intorno a lei. Quando tornò in sé Madre Carmel e gli altri bambini per lei erano inspiegabilmente scomparsi. |                   |                  |
| 838 | L'esplosione del Launcher! Il momento dell'assassinio di Big Mom 「兵器炸裂! ビッグ·マム暗殺の瞬間」 - Ranchā sakuretsu! Biggu Mamu ansatsu no toki – "L'esplosione del Launcher! Il momento dell'assassinio di Big Mom" | 27 maggio 2018    | 15 aprile 2025   |
| 838 | Ai fatti di quel giorno assistettero due testimoni: un gigante che tornò a Erbaf per raccontare l'accaduto, alimentando ancora di più l'astio dei giganti verso Linlin, e il cuoco pirata Streusen, che avvicinò la bambina e la convinse a seguirlo grazie anche ai suoi poteri di trasformare ogni cosa in cibo. Linlin si fece così strada nel mondo della pirateria guidata da Streusen, che godeva delle ricchezze depredate, venendo ben presto dichiarata una minaccia per il mondo e decidendo di portare avanti il sogno proclamato da Madre Carmel di creare una nazione in cui tutte le razze sarebbero potute vivere in pace. Al presente intanto, Capone e i suoi uomini sparano con i launcher approfittando della momentanea debolezza di Big Mom, ma i proiettili vengono distrutti dall'onda sonica provocata dal suo urlo prima che la possano colpire. Bege, Rufy e tutti i loro alleati decidono di darsi alla fuga verso lo specchio portato prontamente da Caesar, ma anch'esso viene distrutto dall'urlo dell'imperatrice. Si ritrovano così intrappolati sul tetto del castello mentre tutti i pirati di Big Mom si preparano ad attaccarli.                                           |                   |                  |
| 839 | L'esercito del male! Trasformazione! Germa 66! 「悪の軍団 変身!ジェルマ66」 - Aku no gundan - Henshin! Jeruma daburu shikkusu – "Esercito malvagio - Trasformazione! Germa 66" | 3 giugno 2018     | 16 aprile 2025   |
| 839 | Bege usa i suoi poteri per trasformarsi in un castello e fare rifugiare al suo interno tutti i suoi alleati. Nami, Chopper e Carrot vengono bloccati dai figli di Big Mom prima che possano raggiungere gli altri, ma vengono salvati dal Germa 66 che, indossate le loro tute, coprono la loro ritirata e si rifugiano anch'essi dentro il castello. Intanto, Du Feld nota il Tamatebako e cerca di aprirlo, ma un'onda d'urto fa precipitare lo scrigno dal tetto. Bege nel frattempo cerca ancora di colpire Big Mom dal castello con tutte le armi a disposizione approfittando della sua momentanea debolezza, ma viene fermato dai figli dell'imperatrice che bloccano il castello e lo assediano. |                   |                  |
| 840 | La separazione tra padre e figlio! Judge e Sanji! 「父子の訣別 サンジとジャッジ」 - Oyako no ketsubetsu - Sanji to Jajji – "Tagliare la relazione padre-figlio - Sanji e Judge" | 10 giugno 2018    | 17 aprile 2025   |
| 840 | Big Mom si riprende e comincia a colpire il castello di Bege nel tentativo di distruggerlo; Chiffon cerca da una finestra di fermare la madre che tuttavia accusa anch'essa di tradimento. Rufy si propone per uscire a combattere, ma Nami lo porta alla ragione spiegandogli che hanno compiuto i loro obbiettivi di salvare Sanji e recuperare una copia del Road Poignee Griffe, quindi dovrebbero fuggire. Bege propone di tornare umano e fare uscire Caesar, così che volando lo possa portare al sicuro, ma lo scienziato protesta; improvvisamente Judge chiede a Sanji perché li ha salvati e quest'ultimo risponde che se non l'avesse fatto non avrebbe più avuto il coraggio di guardare in faccia Zef. Egli infatti proclama che Vinsmoke Sanji è morto in mare e che non considera Judge come suo padre. Quest'ultimo con sufficienza promette di lasciarlo in pace e si offre per coprire la fuga con il resto del Germa 66, non volendo avere debiti di vita. |                   |                  |
| 841 | Fuga dal ricevimento del tè! Luffy vs. Big Mom 「茶会脱出! ルフィVSビック・マム」 - Chakai dasshutsu! Rufi tai Biggu Mamu – "Fuga dal Tea Party! Rufy contro Big Mom" | 17 giugno 2018    | 21 aprile 2025   |
| 841 | Caesar fugge portando con sé Bege, difeso dal Germa che ingaggia lo scontro contro la ciurma di Big Mom. Rufy e Sanji, vedendo Reiju in difficoltà, escono da Bege per fornire supporto: Big Mom provoca il pirata dicendogli che aveva promesso di affrontarla e invece stanno fuggendo, così quest'ultimo attacca l'imperatrice, venendo però facilmente respinto. Intanto Du Feld raggiunge il Tamatebako in bilico sul livello inferiore, ma viene colpito da Stussy, in realtà un agente del CP0 Aegis, che afferma debba andare al governo mondiale; accasciandosi sopra tuttavia, Du Feld lo fa precipitare dal castello. Nel frattempo Rufy e Sanji cercano di fuggire inseguiti da Big Mom e Judge cerca di fermarla, venendo però facilmente sconfitto. |                   |                  |
| 842 | L'esecuzione ha inizio! Le forze alleate di Luffy vengono annientate! 「処刑開始 ルフィ連合軍全滅!?」 - Shokei kaishi - Rufi rengō gun zenmetsu!? – "Inizia l'esecuzione - L'esercito alleato di Rufy annientato!?" | 24 giugno 2018    | 22 aprile 2025   |
| 842 | Il Germa e Sanji affrontano Big Mom e i suoi figli, ma vengono in breve messi al tappeto, mentre Caesar e Bege vengono circondati. Prima che Big Mom dia l'ordine di giustiziarli, il Tamatebako raggiunge la base del castello ed esplode, compromettendo l'integrità del castello che comincia a crollare scatenando il panico in città. Nel caos che ne segue, Big Mom precipita verso terra e i suoi figli si lasciano sfuggire Rufy, Sanji e il Germa. |                   |                  |
| 843 | Il castello crolla! Inizia la grande fuga della ciurma di Cappello di paglia! 「巨城崩壞 麦わら一味大脱走開始!」 - Shatō hōkai - Mugiwara no ichimi dai dassō sutāto! – "Il castello collassa - La ciurma di Cappello di paglia inizia la grande fuga!" | 1º luglio 2018    | 23 aprile 2025   |
| 843 | Sanji, Rufy, Bege, Caesar e tutti gli altri si allontanano dal castello approfittando della confusione, così come il Germa che va per la sua strada. Streusen usa i suoi poteri e trasforma il castello in una torta, evitando una catastrofe e salvando i figli di Big Mom rimasti al castello. Il gruppo di Rufy e quello di Bege si separano e tornano alle rispettive navi, mentre Katakuri riorganizza l'esercito e ordina di inseguire tutti i fuggitivi. Intanto Big Mom cade in una nuova crisi alimentare per non avere mangiato la torta nuziale ed inizia a scatenarsi; Smoothie s'imbatte in Opera e lo accusa di avere tradito la famiglia per avere mentito sulla morte dei nemici e questi, pentito, tenta senza successo di rallentare la furia della madre. |                   |                  |
| 844 | La lancia di Erbaf, assalto! Big Mom vola nel cielo! 「巨人の槍 強襲! 空翔るビッグ·マム」 - Erubafu no yari - Kyōshū! Sora kakeru Biggu Mamu – "La lancia di Erbaf - Assalto! Big Mom vola attraverso il cielo" | 8 luglio 2018     | 24 aprile 2025   |
| 844 | Perospero, nel tentativo di allontanare Big Mom dalla città, le dice che la ciurma di Cappello di Paglia ha la torta nuziale che desidera e l'imperatrice, dopo averlo minacciato di morte se avesse mentito, parte all'inseguimento di Rufy e gli altri. Perospero e gli altri figli, terrorizzati, si rendono conto di avere solo guadagnato tempo e non hanno modo di fermare la madre. Pudding a quel punto propone come soluzione di creare una favolosa torta chiffon al cioccolato costringendo la sorella Chiffon a collaborare per crearla e dicendo di indirizzare la madre sull'isola Cacao dove andrà a prepararla. Nel frattempo il Germa 66 esce vincitore dalla battaglia contro l'esercito di Big Mom grazie all'intervento dei fratelli di Sanji. Intanto Katakuri raggiunge la Sunny con i poteri di Brulee, mentre Rufy e gli altri arrivano alla foresta della seduzione, ma vengono raggiunti da Big Mom che li attacca con un potente colpo. |                   |                  |
| 845 | La determinazione di Pudding. La foresta della seduzione in fiamme! 「プリンの決意 大炎上! 誘惑の森」 - Purin no ketsui - Dai enjō! Yūwaku no mori – "La determinazione di Pudding - Grandi fiammate! La foresta della seduzione" | 15 luglio 2018    | 28 aprile 2025   |
| 845 | Nami utilizza il Sorcery Clima Tact per distrarre Zeus, la nuvola su cui viaggia Big Mom, facendola cadere. Nami e gli altri fuggono quindi nella foresta della seduzione, sempre inseguiti da Big Mom che scatena Prometeus provocando un grande incendio. Intanto Pudding raggiunge Bege e Chiffon, implorando la sorella di aiutarla e confessando che in realtà intende fermare la madre con la torta solo per salvare Sanji e i suoi compagni. |                   |                  |
| 846 | Un contrattacco fulmineo! Nami e Zeus, la nube temporalesca 「反撃の雷 ナミと雷雲ゼウス!」 - Hangeki no ikazuchi - Nami to raiun Zeusu! – "Il contrattacco di tuono - Nami e il tempestoso Zeus!" | 22 luglio 2018    | 29 aprile 2025   |
| 846 | Rufy e gli altri proseguono la fuga nella foresta della seduzione sbaragliando tutti gli Homeys e i pirati di Big Mom che cercano di fermarli. Raggiunti da Big Mom, Nami, che si è accorta che Zeus ha divorato numerose nubi temporalesche da lei create con il Sorcery Clima Tact, gli fa scagliare un gigantesco fulmine contro l'imperatrice. |                   |                  |
| 847 | Un incontro inaspettato. Sanji e la malvagia Pudding innamorata 「偶然の再会 サンジと恋する悪プリン」 - Gūzen no saikai - Sanji to koisuru aku Purin – "Incontro casuale - Sanji e la malvagia Pudding innamorata" | 29 luglio 2018    | 30 aprile 2025   |
| 847 | Chopper e Brook recuperano lo Shark Submerge e tornano sulla Sunny, ma scoprono che è stata occupata dai soldati di Big Mom e cominciano ad affrontarli. Intanto Big Mom, nonostante sia stata colpita dal fulmine, continua ad inseguire Rufy e gli altri. Chiffon e Pudding arrivano a bordo del tappeto volante di quest'ultima. Mentre Pudding, che soffre di disturbo bipolare, continua a balbettare e minacciare Rufy e gli altri, Chiffon spiega il piano: andare con Sanji sull'isola Cacao a preparare la torta per Big Mom, andando poi con essa incontro al pirata e gli altri ancora in fuga per placare l'imperatrice. Sanji accetta e si aggrappa al tappeto volando via mentre Big Mom attacca ancora Rufy e gli altri. |                   |                  |
| 848 | Salvare la Sunny! Lo scontro eroico di Chopper e Brook 「サニーを守れ 奮戦! チョッパー&ブルック」 - Sanī o mamore - Funsen! Choppā ando Burukku – "Proteggere la Sunny - Combattendo con coraggio! Chopper & Brook" | 5 agosto 2018     | 1º maggio 2025   |
| 848 | Chopper e Brook, dopo avere sconfitto numerosi soldati, affrontano Perospero, ma questi con i suoi poteri li immobilizza e li ricopre di liquido appiccicoso, trasformandoli in statue. Rufy e gli altri intanto riescono ad uscire dalla foresta ed arrivano alla Sunny: Perospero cerca di fermarli creando mura di caramelle, ma lui le distrugge. |                   |                  |
| 849 | Prima dell'alba! Pedro, il capitano dei guardiani! 「夜明け前 侠客団団長ペドロ」 - Yoake mae - Gādianzu danchō Pedoro – "Prima dell'alba - Il capo dei guardiani Pedro" | 12 agosto 2018    | 5 maggio 2025    |
| 849 | Su suggerimento di Jinbe, Rufy ingaggia battaglia con Katakuri nel tentativo di allontanarlo dalla nave. Intanto Nami prepara la Sunny per allontanarsi con un Coup de Burst, poiché la fuga è bloccata dalle navi di Big Mom in avvicinamento. Pedro dice a Carrot che pensa che Rufy e la sua ciurma siano i predestinati attesi dal clan Kozuki e, per permettere loro la fuga, attacca Perospero che ha immobilizzato la nave con i suoi poteri. Perospero atterra Pedro con relativa facilità, ma il visone, ricordando che gli resta poco da vivere e il suo incontro con Roger, si fa esplodere insieme all'avversario, liberando anche la Sunny. |                   |                  |
| 850 | Tornerò! La funesta partenza di Luffy! 「必ず戻る ルフィ命がけの出航!」 - Kanarazu modoru - Rufi inochigake no shukkō! – "Tornerò certamente - Rufy pronto a salpare a rischio della vita!" | 19 agosto 2018    | 6 maggio 2025    |
| 850 | Chopper e Brook vengono liberati dal liquido appiccicoso e Carrot, allieva di Pedro, si scaglia disperata contro Katakuri, venendo però facilmente atterrata. Rufy interviene e lo riesce ad immobilizzare per permettere agli altri di eseguire il Coup de Burst; mentre Big Mom afferra la nave e la ciurma scorge che Perospero è ancora vivo, Nami e Jinbe azionano il Coup de Burst fuggendo lontano con la nave. Rufy, nel frattempo, afferra Brulee appena uscita dallo specchio della nave e, trascinandosi dietro Katakuri, entra con entrambi nel mondo degli specchi, distruggendo lo specchio appena oltrepassato e affermando che sconfiggerà il figlio di Big Mom. |                   |                  |
| 851 | L'uomo con la taglia da un miliardo! Il più forte dei Generali dei dolci, Katakuri 「10億の男 最強の3将星カタクリ」 - Jūoku no otoko - Saikyō no san Shōsei Katakuri – "L'uomo da un miliardo - Katakuri, il più forte dei tre Generali dei dolci" | 26 agosto 2018    | 7 maggio 2025    |
| 851 | Rufy comincia a combattere contro Katakuri apparendo però in difficoltà. Intanto sulla Sunny, mentre tutti si disperano per la morte di Pedro, Jinbe li esorta ad onorarlo ricordando loro che sono ancora nel territorio di Big Mom. Poco dopo infatti, la flotta di Big Mom viene avvistata al loro inseguimento e la stessa imperatrice li insegue a bordo di un costrutto di caramelle creato da Perospero, ferito e desideroso di vendetta. Nel frattempo Sanji, Chiffon e Pudding vengono avvistati da Pound mentre raggiungono l'isola Cacao. |                   |                  |
| 852 | Inizia un feroce scontro! Luffy contro Katakuri 「激闘開幕 ルフィVSカタクリ」 - Gekitō kaimaku - Rufi tai Katakuri – "Inizia il combattimento - Rufy contro Katakuri" | 2 settembre 2018  | 8 maggio 2025    |
| 852 | Sanji si nasconde dentro il tappeto volante di Pudding e insieme si intrufolano nella fabbrica di dolci dove la ragazza, con i suoi poteri, modifica i ricordi dei cuochi che li aiuteranno a preparare la torta facendo loro credere che il matrimonio sia andato a buon fine. Insieme anche a Chiffon, iniziano così tutti insieme a preparare la torta per Big Mom. Intanto Rufy affronta Katakuri con diversi approcci, risultando sempre inferiore a lui. Katakuri commenta la sua debolezza e ordina a Brulee di utilizzare lo specchio rimasto sulla Sunny per dare fuoco alla nave, mentre Rufy cerca strenuamente di fermarli. |                   |                  |
| 853 | La Green Room! Un timoniere invincibile, Jinbe 「波の部屋 無敵の操舵手ジンベエ」 - Gurīn Rūmu - Muteki no sōda-shu Jinbē – "La Green Room - L'invincibile timoniere, Jinbe" | 16 settembre 2018 | 12 maggio 2025   |
| 853 | Ostacolato da Katakuri e non riuscendo a fermare Brulee, Rufy ordina a Nami, attraverso un frammento di specchio, di distruggere tutti quelli presenti sulla nave. Intanto Big Mom anima una gigantesca onda che sta per travolgere la Sunny. Jinbe rassicura gli altri e al timone della nave dà prova della sua grande abilità: la dirige verso la gigantesca onda, facendola passare al suo interno tramite la "Green Room" mentre essa si infrange e portando la nave in salvo senza danni. Mentre Perospero comunica ignaro a Katakuri di avere affondato la nave, lo specchio della Sunny viene rotto da Nami che dice agli altri di avere fiducia in Rufy. |                   |                  |
| 854 | La minaccia di Talpa! La battaglia silenziosa di Luffy 「土竜の脅威 ルフィ沈黙の戦い!」 - Mogura no kyōi - Rufi chinmoku no tatakai! – "La minaccia di Talpa - Il silenzioso combattimento di Rufy!" | 23 settembre 2018 | 13 maggio 2025   |
| 854 | Nami e gli altri distruggono tutti gli specchi rimasti sulla nave, poi comunicano a Rufy di stare bene e si danno segretamente appuntamento sull'isola Cacao all'una di notte. Rufy, incalzato da Katakuri e dal suo tridente Talpa, non si rende però conto che la conversazione è stata origliata da Brulee, che prontamente riferisce a Perospero il piano della ciurma di Cappello di Paglia. Perospero, ancora incredulo che siano sopravvissuti all'onda, cerca quindi di indirizzare Big Mom sull'isola Cacao, ma l'imperatrice decide di dirigersi verso l'isola Nuts. |                   |                  |
| 855 | La fine della battaglia mortale! Katakuri e il risveglio del frutto 「死闘決着!? カタクリ怒りの覚醒」 - Shitō kecchaku!? Katakuri ikari no kakusei – "La fine della battaglia mortale!? La rabbia di Katakuri si risveglia" | 30 settembre 2018 | 14 maggio 2025   |
| 855 | Mentre Capone riesce a seminare le navi di Big Mom, i fratelli di Sanji sconfiggono tutti gli assalitori del Germa. Niji contatta poi Mont d'Or camuffando la voce e fingendo di fare rapporto sulla sconfitta del Germa, poi Ichiji dà ordine di salpare. Nel frattempo Rufy continua strenuamente a combattere contro Katakuri; quest'ultimo si sorprende che eviti molti dei suoi attacchi e risveglia il suo frutto del diavolo, trasformando la zona circostante in mochi e seppellendo l'avversario sotto di esso per soffocarlo. |                   |                  |
| 856 | Il segreto proibito! La merenda di Katakuri 「禁断の秘密 カタクリのおやつの時間」 - Kindan no himitsu - Katakuri no merienda – "Il segreto proibito - La merenda di Katakuri" | 7 ottobre 2018    | 15 maggio 2025   |
| 856 | Katakuri, considerando Rufy spacciato, crea una piccola costruzione con i suoi poteri e vi si rifugia dentro per consumare la sua merenda pomeridiana. Rufy tuttavia si riprende poco dopo e si libera dal mochi mangiandolo, quindi distrugge la costruzione vedendo che Katakuri non è l'uomo perfetto che i suoi fratelli descrivono: quando mangia abbandona la facciata dell'uomo imperturbabile assaporando ciambelle e mostrando la sua bocca sproporzionata dai denti aguzzi. Furibondo per avere svelato il suo segreto, Katakuri riprende il combattimento con Rufy che però si accorge di riuscire a prevedere gli attacchi dell'avversario e riesce a colpirlo per la prima volta. Rufy afferma quindi di avere capito come funziona il potere di Katakuri e attiva il Gear Fourth, colpendolo ancora una volta con grande forza. |                   |                  |
| 857 | Luffy contrattacca! Il punto debole dell'invincibile Katakuri! 「ルフィ反撃 無敵カタクリの弱点!」 - Rufi hangeki - Muteki Katakuri no jakuten! – "Il contrattacco di Rufy - La debolezza dell'invincibile Katakuri!" | 14 ottobre 2018   | 19 maggio 2025   |
| 857 | Rufy colpisce ripetutamente Katakuri, ma questi riprende infine la calma riuscendo nuovamente a prevedere gli attacchi con l'Ambizione. Intanto Pound arriva sull'isola Cacao e cerca invano di entrare nella fabbrica di dolci per incontrare Chiffon. Al suo interno, Pudding riceve una chiamata da Brulee che la informa che Rufy sta combattendo contro Katakuri e il resto della Ciurma di Cappello di Paglia arriverà sull'isola per recuperare il capitano all'una di notte, tuttavia troverà Oven e il suo esercito ad aspettarli. Oven arriva infatti sull'isola e scaccia Pound non considerandolo più parte della famiglia. |                   |                  |
| 858 | Un'altra crisi! Gear Fourth contro Ciambelle Insuperabili 「危機再び！ギア4VS無双ドーナツ」 - Pinchi futatabi! Gia Fōsu tai Musō Dōnatsu – "Di nuovo crisi! Gear Fourth contro Muso Donuts" | 21 ottobre 2018   | 20 maggio 2025   |
| 858 | Mont d'Or scopre che le lumache di mare che sorvegliano il territorio di Big Mom sono scomparse: Praline le ha infatti segretamente adescate per facilitare la fuga di Jinbe e tutti gli altri. Intanto Rufy esaurisce il tempo a disposizione del Gear Fourth, pertanto si ritira imbattendosi per caso in Brulee, che utilizza per fuggire dal mondo degli specchi lasciando intrappolato Katakuri. Rufy e Brulee tuttavia si ritrovano sull'isola Nuts, dove Big Mom sta spargendo distruzione in preda alla sua crisi alimentare. Nel frattempo Sanji e gli altri si preparano a salpare per ultimare a bordo il completamento della torta per Big Mom. |                   |                  |
| 859 | Chiffon, la figlia ribelle! Il grande piano di Sanji per trasportare la torta 「反逆の娘 サンジのケーキ輸送大作戦」 - Hangyaku no Shifon - Sanji no kēki yusō dai sakusen – "Chiffon, figlia ribelle - L'operazione di trasporto della torta di Sanji" | 28 ottobre 2018   | 21 maggio 2025   |
| 859 | Rufy fugge con Brulee inseguito da Big Mom e dai suoi figli, cercando uno specchio dove rifugiarsi. Intanto Sanji si camuffa e insieme agli altri si dirige al porto per consegnare la torta, ma vengono fermati da Oven, che intende punire Chiffon considerandola una traditrice per le azioni di Bege. Pound appare per difendere la figlia e distraendo Oven, dando modo a Sanji di colpire con velocità sovrumana Oven senza che capisca chi l'abbia fatto. Questi tuttavia si riprende in fretta e nuovamente agguanta Chiffon nonostante le proteste di Pudding, quando riceve notizia che Bege e la sua ciurma stanno arrivando sull'isola. |                   |                  |
| 860 | Lo stile di vita di un uomo. La determinazione dei capitani Bege e Luffy 「男の生き様 ベッジとルフィ船長の決意」 - Otoko no ikizama - Bejji to Rufi senchō no ketsui – "Un modo virile di vivere - La determinazione dei capitani Rufy e Bege" | 4 novembre 2018   | 22 maggio 2025   |
| 860 | Oven contatta Bege e gli intima di arrendersi altrimenti giustizierà Chiffon. Bege accetta la proposta, ma quando si avvicina alla costa fa fuoco contro Oven e fa accelerare la nave che, segretamente dotata anche di cingoli, travolge i nemici al porto lasciandosi indietro le navi che la inseguivano. Bege grida di caricare la torta sulla nave e Sanji, intuito il piano, scaglia l'intero carro con la torta verso la nave, mentre Oven si riprende nuovamente giurando vendetta. Nel frattempo Rufy si sposta ripetutamente tra le isole dell'arcipelago e il mondo degli specchi per sfuggire all'ira di Big Mom, Katakuri, e tutti gli altri nemici, finché non trova un rifugio dove medita sugli insegnamenti di Rayleigh. Spronato anche dalla voglia di migliorarsi sempre di più attraverso l'esperienza, riflette su una strategia per sconfiggere Katakuri. |                   |                  |
| 861 | La torta è affondata? La travagliata fuga di Sanji e Bege 「ケーキ沈没！？ サンジ&ベッジ逃亡戦」 - Kēki chinbotsu!? Sanji to Bejji tōbōsen – "La torta è affondata?! La battaglia per la fuga di Sanji e Bege" | 11 novembre 2018  | 26 maggio 2025   |
| 861 | Rufy torna nel mondo degli specchi e riprende lo scontro con Katakuri. Intanto Sanji fa atterrare la torta insieme ai cuochi, Pudding e Chiffon sulla nave di Bege, che prosegue il tragitto travolgendo Oven e riprendendo il mare dopo avere attraversato l'isola. Mentre Bege e la sua ciurma cantano vittoria, Oven però usa i suoi poteri per fare ribollire il mare e fare affondare la nave. Pound appare improvvisamente e colpisce Oven senza ferirlo, ma attirando la sua ira e riuscendo a fare fuggire la nave. Pound, felice di avere rivisto la figlia, le augura quindi una buona vita mentre viene sopraffatto dalla furia di Oven. Nel frattempo la Sunny è di nuovo inseguita da Big Mom e dalla sua flotta, quando si accorge che un'altra flotta di navi sta arrivando da davanti, accerchiandoli. |                   |                  |
| 862 | Sulong! La trasformazione segreta di Carrot! 「月の獅子 キャロット神秘の大変身」 - Suron - Kyarotto shinpi no dai henshin – "Sulong - La grande misteriosa trasformazione di Carrot" | 18 novembre 2018  | 27 maggio 2025   |
| 862 | Carrot, alzando lo sguardo alla luna piena, risveglia il potere segreto dei visoni, la feroce trasformazione Sulong che la rende più forte e veloce. Carrot a quel punto si lancia verso la flotta di fronte comandata da Daifuku, seminando caos, distruggendo i timoni e affondando alcune navi nemiche nello scontro con il figlio di Big Mom. Ammirando l'abilità dell'amica, Nami, Chopper e Jinbe approfittano della confusione per cercare un varco nell'accerchiamento, mentre Brook si dirige a dare man forte a Carrot. |                   |                  |
| 863 | Sfondamento! La grande battaglia navale della ciurma di Cappello di paglia! 「突破せよ 麦わらの一味大海戦！」 - Toppa seyo - Mugiwara no ichimi dai kaisen! – "Sfondamento - Grande battaglia navale della ciurma di Cappello di paglia!" | 25 novembre 2018  | 28 maggio 2025   |
| 863 | Perospero viene a sapere che la torta preparata da Pudding sta venendo loro incontro, ma si preoccupa scoprendo che è sulla nave di Bege. Quest'ultimo intanto cerca di avvelenare la torta, ma viene fermato da Sanji che gli fa provare la crema mandandolo in estasi e convincendolo che il solo dolce basterà a fermare Big Mom. Intanto Carrot, dopo avere mandato alla deriva la flotta di Daifuku, esaurisce le forze, ma viene salvata da Brook che la riporta sulla Sunny, dove riprende la sua forma e si riposa sottocoperta. Nel frattempo però, Zeus e Prometeus raggiungono Big Mom e le permettono di raggiungere la Sunny, piombando sul ponte furibonda e affamata. |                   |                  |
| 864 | Lo scontro! L'Imperatrice del mare contro la ciurma di Cappello di paglia 「遂に激突 四皇VS麦わらの一味」 - Tsuini gekitotsu - Yonkō tai Mugiwara no ichimi – "Infine lo scontro - Imperatore contro ciurma di Cappello di paglia" | 9 dicembre 2018   | 29 maggio 2025   |
| 864 | Mentre Rufy continua il combattimento con Katakuri cercando di usare l'Ambizione per prevedere le sue mosse, Big Mom comincia a danneggiare la Sunny alla ricerca della torta. Jinbe tenta di convincerla che non si trovi lì, ma Big Mom gli dà del bugiardo e lo scaglia fuoribordo con un potente colpo. L'uomo pesce tuttavia balza nuovamente sulla nave e colpisce l'imperatrice scagliando lei fuoribordo. Big Mom viene salvata da Zeus e torna alla carica con l'intenzione di tagliare in due la nave, ma Brook con un fendente riesce a tagliare in due Zeus e Nami gli fa scaricare l'elettricità che aveva immagazzinato, folgorando l'imperatrice. |                   |                  |
| 865 | I precetti del Re Oscuro! La svolta nello scontro con Katakuri 「冥王直伝 カタクリ戦大逆転開始」 - Meiō jikiden - Katakuri-sen dai gyakuten kaishi – "I precetti del Re Oscuro - La battaglia contro Katakuri si rovescia" | 16 dicembre 2018  | 2 giugno 2025    |
| 865 | Mentre Rufy continua a cercare di sviluppare l'Ambizione per contrastare Katakuri, Charlotte Flambé, un'altra figlia di Big Mom, trama poco distante per eliminare Rufy ed entrare nelle grazie di Katakuri. Nel frattempo, Big Mom si riprende dal colpo subito e a bordo di Prometheus riprende l'inseguimento della Sunny; sulla nave, Brook consegna a Nami ciò che rimane di Zeus e la ragazza lo costringe a servirla minacciandolo di morte. Intanto, nel mondo degli specchi, Katakuri si rende conto che Rufy sta cominciando ad evitare gli attacchi prevedendo il futuro come lui. |                   |                  |
| 866 | Il ritorno di Sanji! L'uomo che fermerà l'Imperatrice del mare! 「遂に帰還 四皇を止める男サンジ」 - Tsuini kikan - Yonkō o tomeru otoko Sanji – "Finalmente ritorna - Sanji, l'uomo che ferma l'Imperatrice" | 23 dicembre 2018  | 3 giugno 2025    |
| 866 | Nami, Chopper e Brook con grande fatica respingono nuovi attacchi di Big Mom, quando all'orizzonte appare la nave di Bege con la torta nuziale ormai pronta. Big Mom avverte il profumo del dolce e si lancia all'inseguimento della nave di Bege, che vira verso un'isola vicina non sapendo come reagirà l'imperatrice dopo il pasto. Intanto Pudding, dopo essersi congedata da Chiffon, riporta Sanji sulla Sunny dove viene riabbracciato dai compagni. Perospero a quel punto è indeciso se continuare l'inseguimento della Sunny o di Bege, quando viene contattato da quest'ultimo. Nel frattempo, Rufy continua lo scontro e Flambé si prepara a colpirlo di nascosto. |                   |                  |
| 867 | In agguato nell'oscurità! Un'assassina prende di mira Luffy! 「闇に潜む ルフィを襲う暗殺者！」 - Yami ni hisomu - Rufi o osou ansatsusha! – "In agguato nell'oscurità - L'assassina attacca Rufy!" | 6 gennaio 2019    | 4 giugno 2025    |
| 867 | Flambé colpisce con un ago avvelenato Rufy, distraendolo e venendo così colpito duramente da Katakuri, che riprende il sopravvento. Intanto Bege informa Perospero che si limiterà a far mangiare la torta a Big Mom, destando naturalmente il suo sospetto e facendogli decidere quindi di inseguirlo, mentre Smoothie continuerà la caccia alla Sunny. Su quest'ultima la ciurma, sapendo della trappola che li attende sull'isola Cacao, discute ed elabora un piano per eludere i nemici. Su quest'ultima isola infatti, Oven dà ordine a tutti gli abitanti di sbarazzarsi degli specchi, in modo che Rufy sia costretto ad uscire dal mondo degli specchi dove lo attenderà un'imboscata. Nel frattempo Flambé, venendo Rufy rialzarsi, tenta di colpirlo di nuovo, ma lo manca e Katakuri si accorge della sua presenza. |                   |                  |
| 868 | La determinazione di un uomo! Il grande scontro mortale di Katakuri 「男の覚悟 カタクリ命がけ大勝負」 - Otoko no kakugo - Katakuri inochigake ōshōbu – "La determinazione di un uomo - Il grande combattimento mortale di Katakuri" | 13 gennaio 2019   | 5 giugno 2025    |
| 868 | Katakuri capisce che Flambé è intervenuta di nascosto e, adirato, si ferisce nello stesso modo in cui ha ferito Rufy grazie all'intervento della sorella, mostrandole la sua bocca sproporzionata e intimandole di non intervenire più. Flambé, offesa e visto l'aspetto di Katakuri, lo rinnega minacciando di umiliarlo, ma lui la ignora e riprende lo scontro con Rufy: quando entrambi utilizzano l'Ambizione del Re, questa perde i sensi insieme ai suoi sottoposti, lasciando che i due riprendano lo scontro per terminarlo. Nel frattempo Sanji e Pudding si dirigono verso l'isola Cacao per recuperare Rufy, mentre la Sunny è sotto attacco da parte di Smoothie, che assorbe i suoi sottoposti per ingrandirsi e scagliare potenti fendenti. |                   |                  |
| 869 | Risveglio! Il potere dell'Ambizione della percezione! 「目覚めろ 最強を越える見聞色!」 - Mezamero - Saikyō o koeru kenbun-shoku! – "Risvegliati - Il colore dell'osservazione che supera il più forte!" | 20 gennaio 2019   | 9 giugno 2025    |
| 869 | Rufy riesce finalmente a rivaleggiare il potere di Katakuri e i due continuano a lottare strenuamente, mentre sull'isola Cacao si radunano numerosi figli di Big Mom per impedire la fuga di Cappello di Paglia. Quando è ormai passata la mezzanotte i due, stremati, si scambiano battute di sfida e Rufy attiva una nuova forma di Gear Fourth: lo Snake Man. |                   |                  |
| 870 | Un pugno di straordinaria velocità! Si attiva la nuova modalità del Gear Fourth! 「神速の拳 新たなるギア4発動！」 - Shinsoku no ken - Aratanaru Gia Fōsu hatsudō! – "Un pugno di straordinaria velocità - Un'altra applicazione del Gear Fourth attivata!" | 27 gennaio 2019   | 10 giugno 2025   |
| 870 | Sanji e Pudding arrivano all'isola Cacao e vi si intrufolano di nascosto. Intanto Rufy, grazie alla maggiore forza, velocità e imprevedibilità dello Snake Man, riesce a colpire ripetutamente Katakuri che si rivela comunque un avversario molto forte. Alla fine i due, dando fondo alle ultime energie, si colpiscono a vicenda con un ultimo, potentissimo colpo. |                   |                  |
| 871 | Finalmente è finita! L'apice dell'intenso scontro con Katakuri 「遂に終結 壮絶カタクリ戦の行方」 - Tsuini shūketsu - Sōzetsu Katakuri-sen no yukue – "Finalmente è finita - L'apice dell'intenso combattimento contro Katakuri" | 3 febbraio 2019   | 11 giugno 2025   |
| 871 | Sanji, nascosto poco distante dallo specchio da dove uscirà Rufy, ringrazia Pudding per l'aiuto; lei, in lacrime, gli chiede un favore in cambio. Intanto il combattimento tra Rufy e Katakuri è terminato, ma entrambi sono a terra privi di sensi. Mentre Bege con la sua nave arriva in vista dell'isola dove lasciare la torta, la ciurma di Cappello di Paglia arriva in vista dell'isola Cacao, trovandola circondata da nemici. Nel frattempo nel mondo degli specchi Rufy e Katakuri si rialzano entrambi stremati: alla domanda posta da quest'ultimo, Rufy afferma di volere tornare per sconfiggere Big Mom e diventare il Re dei Pirati. Katakuri risponde che sa vedere in un futuro piuttosto lontano, cadendo a terra sconfitto. Rufy va quindi alla ricerca di Brulee per tornare sull'isola Cacao, ma viene raggiunto da Pekoms che l'ha già catturata e si offre di aiutarlo per onorare Pedro, sacrificatosi per la loro salvezza. |                   |                  |
| 872 | Situazione disperata! Una trappola spietata per Luffy 「絶体絶命 鉄壁のルフィ包囲網!」 - Zettai zetsumei - Teppeki no Rufi hōimō! – "Una situazione disperata - L'intrappolamento di ferro di Rufy!" | 10 febbraio 2019  | 12 giugno 2025   |
| 872 | Pekoms spiega a Rufy della trasformazione dei Visoni raccontandogli che solo Pedro riusciva a calmarlo quando si trasformava. Quando escono dallo specchio, Pekoms assume la forma mostruosa, ma viene colpito da Oven, così Rufy tenta la fuga da solo e, braccato dai nemici, viene soccorso da Sanji. Pekoms si rialza e copre la fuga di entrambi, ma viene infine sopraffatto dagli uomini di Big Mom. Sanji, distratto dalla sorte di Pekoms, viene colpito e circondato dai nemici, quando improvvisamente la flotta del Germa 66 giunge sul posto attaccando quella di Big Mom. |                   |                  |
| 873 | Luffy e Sanji salvati da una fine certa! Arriva il Germa 66! 「起死回生 最強の援軍ジェルマ!」 - Kishi kaisei - Saikyō no engun Jeruma! – "Salvati da fine certa - I rinforzi formidabili del Germa!" | 17 febbraio 2019  | 16 giugno 2025   |
| 873 | I fratelli di Sanji arrivano sull'isola e gli coprono la ritirata, affrontando Oven ed il resto dell'esercito. Reiju, come molti anni prima, aiuta Sanji a fuggire felice che abbia trovato delle persone che gli vogliono bene. Sanji oltrepassa così anche la flotta di Big Mom, impegnata nello scontro con quella del Germa, e insieme a Rufy arriva in prossimità della Sunny. |                   |                  |
| 874 | L'ultima speranza! Arrivano i Pirati del Sole! 「最後の砦 タイヨウの海賊団現る」 - Saigo no toride - Taiyō no kaizoku-dan arawaru – "L'ultima speranza - Arrivano i Pirati del Sole" | 24 febbraio 2019  | 17 giugno 2025   |
| 874 | Sanji arriva sulla Sunny dove lui e Rufy vengono curati mentre continuano a fuggire. Intanto, Chiffon, Bege e la sua ciurma, dopo avere perso la nave, lasciano la torta sull'isola della Morbidezza e attendono che Big Mom la mangi, mentre i suoi figli osservano con trepidazione nella speranza che plachi la sua ira. Nel frattempo la Sunny viene affiancata dall'ammiraglia del Germa da cui Judge chiede a Rufy perché abbia rischiato così tanto per salvare Sanji, elencando i motivi che lo rendono un fallimento come soldato; il pirata tuttavia lo ringrazia commentando che ha solo elencato i suoi lati positivi. La Sunny viene però circondata dalla flotta di Big Mom e, quando tutto sembra perduto, Wadatsumi emerge creando scompiglio tra i nemici: Jinbe si getta in acqua e scopre che i pirati del Sole sono tornati per aiutarlo a scappare, considerandolo ancora capitano finché rimarranno nel territorio di Big Mom. |                   |                  |
| 875 | Un sapore irresistibile! La torta della felicità di Sanji 「魅惑の味 幸せのサンジのケーキ」 - Miwaku no aji - Shiawase no Sanji no kēki – "Un sapore accattivante - La torta della felicità di Sanji" | 3 marzo 2019      | 18 giugno 2025   |
| 875 | Big Mom si avventa sulla torta, divorandola in un'estasi di sapori. Nel frattempo i pirati del Sole aprono un varco alla ciurma di Cappello di Paglia; tuttavia ben presto i pirati di Big Mom contrattaccano utilizzando proiettili che superano l'armatura del Germa e con Oven che usa i suoi poteri per mandare l'acqua in ebollizione fermando l'attacco degli uomini-pesce. La Sunny viene così nuovamente circondata e subisce l'attacco di numerosi cannoni. |                   |                  |
| 876 | Un uomo di giustizia e umanità. L'ultima proiezione della corrente di Jinbe! 「仁義の漢 ジンベエ決死の大海流」 - Jingi no otoko - Jinbē kesshi no daikairyū – "Un uomo di giustizia e umanità - L'ultima grande corrente oceanica di Jinbe" | 17 marzo 2019     | 19 giugno 2025   |
| 876 | Gli uomini di Big Mom si rendono conto di non avere colpito la Sunny, bensì la nave degli uomini-pesce: Wadatsumi ha infatti scambiato le due navi subito prima dell'attacco. Oven lo colpisce con i suoi poteri e questi, dopo avere chiesto scusa per il suo comportamento sull'isola degli uomini-pesce, insieme al resto della ciurma si getta all'attacco della flotta di Big Mom per coprire la fuga alla ciurma di Cappello di Paglia. Intanto, mentre Bege e la sua ciurma fuggono su una nave rubata, Big Mom si riprende dall'estasi e si dirige a tutta velocità verso l'isola Cacao insieme a Perospero. Nel frattempo Jinbe ottiene da Rufy il permesso di rimanere ad aiutare i suoi ex compagni, con la promessa di rivedersi a Wa. Gli uomini-pesce creano così una grande corrente marina che fa allontanare la Sunny e impedisce alle altre navi di inseguirla. Altrove, intanto, il giornalista Morgans si sta allontanando dall'arcipelago con Stussy, dicendole che secondo lui sarà qualcuno della "peggiore generazione" che diventerà il prossimo Re dei Pirati. |                   |                  |
| 877 | Il momento della separazione. L'ultimo desiderio di Pudding 「惜別の時 プリン最後の“お願い„」 - Sekibetsu no toki - Purin saigo no “onegai„ – "Tempo per l'addio - L'ultima "richiesta" di Pudding" | 24 marzo 2019     | 23 giugno 2025   |
| 877 | Mentre la ciurma di Cappello di Paglia esce dal territorio di Big Mom, Pudding piange in un vicolo dell'isola di Cacao, ricordando di come ha rubato un bacio a Sanji e poi gliene ha eliminato il ricordo coi suoi poteri, insieme a tutti quelli dove si era comportata male con lui. Intanto nel mondo degli specchi Brulee si prende cura delle ferite di Katakuri, rivelando di avere sempre saputo che non è l'uomo perfetto che anche lei stessa ha sempre millantato, cosciente che lo faccia per incutere timore nei nemici e proteggere i suoi fratelli e sorelle. Nel frattempo sull'isola Cacao si sparge la notizia della fuga della ciurma di Cappello di Paglia, così il Germa e gli uomini pesce iniziano a ritirarsi; tuttavia, Big Mom giunge a gran velocità sull'isola. Intanto sulla Sunny tutti festeggiano il ritorno di Sanji che, esattamente come il suo maestro Zef, prepara da mangiare dicendosi sempre pronto a farlo per chi ha fame. |                   |                  |
| 878 | Il mondo è sbalordito! L'arrivo del quinto Imperatore! 「世界驚愕 第五の海の皇帝現る！」 - Sekai kyōgaku - Dai go no umi no kōtei arawaru! – "Il mondo è scioccato - Arriva il quinto imperatore del mare!" | 31 marzo 2019     | 24 giugno 2025   |
| 878 | Makino, che ora ha un figlio, mentre ricorda dell'incontro tra Rufy e Shanks viene raggiunta dal sindaco di Foosha che le dice che ci sono importanti notizie sul giornale. Nel frattempo sulla Sunny Nami mostra agli altri che Zeus è ora al suo servizio, mentre Sanji scopre che i suoi fratelli gli hanno regalato una tuta da combattimento del Germa 66 che lui però non intende indossare. Carrot, ricevuto il giornale, condivide con gli altri le notizie, così Sanji scopre che la sua taglia è salita a 330 milioni e il suo legame con i Vinsmoke è ormai pubblico. Intanto, mentre sull'isola degli uomini pesce Shirahoshi si unisce alla sua famiglia per partecipare al Reverie di Marijoa, le notizie degli eventi di Tottoland fanno il giro del mondo. Secondo quando riportato dal giornale, Rufy è la mente che ha orchestrato l'attentato a Big Mom sconfiggendo due dei suoi generali e piegando ai suoi ordini i pirati Firetank, i pirati del Sole e il Germa 66. Questa importante sconfitta dell'imperatrice, unita al fatto che Rufy è noto abbia al suo servizio sette ciurme di pirati con 5600 uomini, secondo il giornale fanno di lui un vero e proprio "quinto imperatore". |                   |                  |
| 879 | Verso il Reverie! I fedeli alleati di Cappello di Paglia si riuniscono 「世界会議 へ 集結！麦わらの盟友達」 - Reverī e - Shūketsu! Mugiwara no meiyū-tachi – "Verso il Reverie - Riunione! Gli alleati di Cappello di Paglia" | 7 aprile 2019     | 25 giugno 2025   |
| 879 | Mentre i sovrani dei vari regni si dirigono al Reverie, alcuni pirati attaccano la nave che trasporta la famiglia reale di Dressrosa e Prodence, ma vengono fermati da Kobi. Il ragazzo scorge sul giornale l'articolo su Rufy e si commuove ripensando al suo incontro con lui e di come l'abbia spronato a diventare ciò che è. Questa cosa non sfugge a Rebecca e Leo, che lo incalzano sulle sue simpatie verso Rufy. Intanto, mentre Big Mom e Kaido leggono adirati le notizie su Cappello di Paglia, Rufy è disperato perché ha scoperto che la sua taglia è diminuita: in realtà, scopre Brook poco dopo, ha letto male e la sua taglia è salita a un miliardo e mezzo. |                   |                  |
| 880 | Sabo entra in azione! Arrivano i comandanti dell'Armata Rivoluzionaria! 「サボ動く 革命軍全軍隊長登場!」 - Sabo ugoku - Kakumei-gun zen Guntaichō tōjō! – "Sabo entra in azione - Appaiono i comandanti dell'Armata Rivoluzionaria!" | 14 aprile 2019    | 26 giugno 2025   |
| 880 | Il regno di Lulusia viene attaccato dai pirati di Barbapesca, un alleato di Barbanera, approfittando del fatto che il re e i suoi soldati sono diretti al Reverie. Sull'isola fanno però la loro comparsa i quattro comandanti dell'Armata Rivoluzionaria: Morley, Belo Betty, Lindbergh e Karasu. Grazie ai suoi poteri, Betty fa insorgere la popolazione contro i pirati e, supportati dagli altri comandanti, li costringono alla fuga catturando Barbapesca. Nel frattempo, sull'isola poco distante di Momoiro, Dragon, Sabo e il resto dell'Armata Rivoluzionaria attendono i quattro comandanti per discutere del loro piano per il futuro prossimo: dichiarare guerra ai Draghi Celesti con l'intento di distruggerli. |                   |                  |
| 881 | È tempo di agire! Sakazuki, l'implacabile nuovo grand'ammiraglio della Marina! 「動き出す 執念の新元帥サカズキ」 - Ugokidasu - Shūnen no shin gensui Sakazuki – "Entrando in azione - Il nuovo implacabile grand'ammiraglio, Sakazuki" | 21 aprile 2019    | 30 giugno 2025   |
| 881 | Sakazuki riceve le notizie su Rufy e insieme a Sengoku ricorda di come il ragazzo sia sempre stato in mezzo agli eventi più sconcertanti di due anni prima. Egli infatti, per salvare suo fratello Ace, riuscì da solo ad infiltrarsi ad Impel Down e ne uscì nonostante le difficoltà con una rocambolesca fuga accompagnato da numerosi prigionieri, alcuni persino suoi ex nemici, causando la più grave evasione di massa della storia della prigione. Come se non bastasse, fu sempre lui ad apparire a Marineford con gli stessi ex prigionieri mentre era in corso la battaglia tra la Marina e i pirati di Barbabianca. |                   |                  |
| 882 | La battaglia per la supremazia! La volontà ereditata del Re dei Pirati 「頂上戦争 継がれた海賊王の意思」 - Chōjō sensō - Tsugareta Kaizoku-ō no ishi – "La guerra suprema - La volontà ereditata del Re dei Pirati" | 28 aprile 2019    | 1º luglio 2025   |
| 882 | Sengoku continua a ricordare degli eventi di Marineford e di come Rufy riuscì a liberare Ace, sebbene alla fine quest'ultimo fu ucciso da Sakazuki e la battaglia fu fermata dall'arrivo di Shanks. Nel frattempo nella vicina Red Port, la zona da cui partono le navette per scalare la Linea Rossa, arrivano numerose famiglie reali, tra cui Nettuno e i suoi figli accompagnati da Garp, per partecipare al Reverie per la seconda volta negli ultimi 200 anni. Intanto a Marijoa, gli ammiragli Fujitora e Ryokugyu discutono di una nuova invenzione di Vegapunk che renderà superflua la Flotta dei Sette. |                   |                  |
| 883 | Il grande sogno di Shirahoshi! Uscire alla luce del sole 「夢の一歩 しらほし太陽の下へ!」 - Yume no ippo - Shirahoshi taiyō no moto e! – "Un passo avanti al sogno - Il sentiero verso il sole di Shirahoshi!" | 5 maggio 2019     | 2 luglio 2025    |
| 883 | Nettuno, Shirahoshi e i suoi fratelli s'imbarcano sulla navetta per scalare la Linea Rossa fino a Marijoa, insieme ad altri sovrani tra cui Stelly, ora re di Goa. Intanto, mentre alcuni degli ufficiali dell'Armata Rivoluzionaria scalano la Linea Rossa di nascosto usando le loro abilità, Sabo si infiltra sulla navetta dei reali travestendosi da guardia. |                   |                  |
| 884 | Pensando a Luffy. I sentimenti di Bibi e Rebecca 「会いたい ビビとレベッカの想い」 - Aitai - Bibi to Rebekka no omoi – "Vorrei rivederlo - I sentimenti di Bibi e Rebecca" | 12 maggio 2019    | 3 luglio 2025    |
| 884 | Le famiglie reali raggiungono Marijoa e attraverso un marciapiede mobile raggiungono il castello Pangea. Tuttavia Fukaboshi suggerisce ai familiari di proseguire a piedi con la scusa di una passeggiata nel bosco poiché sospetta, come poi realmente è, che il marciapiede mobile sia azionato da schiavi rinchiusi sottoterra. Arrivati al cortile del castello, Shirahoshi riceve numerosi apprezzamenti e proposte di matrimonio dagli altri nobili, rifiutandole grazie all'aiuto di Fukaboshi che calma gli animi. Nel frattempo poco distante Bibi incontra Rebecca di Dressrosa accompagnata da Leo ed altri nani. Le due principesse fanno subito amicizia ricordando di come Rufy le abbia aiutate a salvare il loro paese. Shirahoshi sente i loro discorsi e, nonostante Ryuuboshi cerchi di fermarla, confida alle altre due principesse che anche lei vorrebbe rivedere Rufy. |                   |                  |
| 885 | Tenebre nella Terra Sacra. Un misterioso cappello di paglia gigante 「聖地の闇 謎の巨大な麦わら帽子」 - Seichi no yami - Nazo no kyodaina mugiwara-bōshi – "L'oscurità della Terra Sacra - Il misterioso cappello di paglia gigante" | 19 maggio 2019    | 7 luglio 2025    |
| 885 | Wapol e Dorton riconoscono Bibi e cominciano a discutere, così la ragazza spiega alle altre due principesse dell'avventura avuta nell'ex regno di Drum. Al gruppo si avvicina anche Sai, che vede Leo e gli spiega che lui e gli altri capitani della flotta di Cappello di Paglia stanno abbandonando i ruoli e regni a cui sono al servizio per mettersi a disposizione di Rufy, sicuri che presto sarà necessario rispondere al suo appello. Intanto a Impel Down, Doflamingo, rinchiuso in isolamento al sesto livello, si dice sicuro che Magellan lo vuole proteggere da assassini inviati per eliminarlo prima che riveli del tesoro segreto dei Draghi Celesti. Nel frattempo a Marijoa, una misteriosa figura longilinea apre una cassaforte sotterranea dove è custodito un cappello di paglia gigante semi congelato. |                   |                  |
| 886 | La Terra Sacra di Marijoa in tumulto! Attacco alla principessa Shirahoshi! 「聖地騒然 狙われたしらほし姫！」 - Seichi sōzen - Nerawareta Shirahoshi-hime! – "La tumultuosa terra sacra - La principessa Shirahoshi presa di mira!" | 26 maggio 2019    | 8 luglio 2025    |
| 886 | Mentre Stelly effettua il giuramento di sottomissione al Trono Vuoto del Governo Mondiale in quanto nuovo re di Goa, Charloss fa catturare Shirahoshi per renderla sua schiava. Leo e Sai intervengono per fermarlo, ma vengono respinti dal CP0 Aegis, di cui fanno parte Rob Lucci, Kaku e Stussy. Re Nettuno, furibondo, fa per scagliarsi contro di loro, ma prima che possa farlo interviene Donquijote Myosgard, un altro Drago Celeste, che colpisce San Charloss scusandosi profondamente per quanto accaduto. Egli infatti, salvato da Otohime alcuni anni prima, aspettava di potersi sdebitare con gli uomini-pesce. |                   |                  |
| 887 | Una situazione esplosiva! Due imperatori danno la caccia a Luffy 「一触即発 ルフィ狙う二人の四皇」 - Isshoku sokuhatsu - Rufi nerau futari no Yonkō – "Situazione esplosiva - Due imperatori mirano a Rufy" | 2 giugno 2019     | 9 luglio 2025    |
| 887 | Big Mom contatta Kaido con un lumacofono dicendogli che Rufy è diretto verso il suo territorio, ma che non deve toccarlo perché lei vuole ucciderlo di persona per vendicare l'affronto subito. Kaido ribatte che non intende obbedire e i due cominciano a discutere; la conversazione, intercettata dalla Marina, desta la preoccupazione di diversi ufficiali, alcuni dei quali ne discutono con Garp che è invece assolutamente tranquillo pur essendoci Rufy direttamente coinvolto. Nel frattempo, un uomo somigliante a Shanks il Rosso si presenta dai Cinque Astri di Saggezza dicendo di volere parlare loro di un certo pirata. |                   |                  |
| 888 | La furia di Sabo! Salvare Orso, l'ufficiale dell'Armata Rivoluzionaria 「サボ怒る 革命軍幹部くまの悲劇」 - Sabo ikaru - Kakumei-gun kanbu Kuma no higeki – "Sabo arrabbiato - La tragedia dell'ex ufficiale dell'Armata Rivoluzionaria Orso" | 9 giugno 2019     | 10 luglio 2025   |
| 888 | Mentre Manshelly cura le ferite di Shirahoshi, Myosgard afferma che resterà accanto alla sirena per tutta la durata del Reverie garantendo la sua sicurezza. Pell si scusa con Bibi per non esserle stato accanto durante lo scompiglio e le comunica che Cobra si è recato a un incontro con Riku e Fujitora dopo avere ricevuto una lettera da quest'ultimo. Al cancello che porta al dominio dei Draghi Celesti, le guardie non permettono alla regina di Sorube, Connie, di varcare la soglia. Questa si intrufola di nascosto approfittando della riunione tra il ferito Charloss e suo padre Roswald, giunto a recuperarlo a cavallo del suo nuovo schiavo: Orso Bartholomew. Osservando la scena, Connie, che in realtà è Jewelry Bonney camuffatasi coi suoi poteri, definisce imperdonabile lo stato in cui hanno ridotto l'ex sovrano di Sorube. Intanto, sottoterra, anche Sabo, Karasu, Lindbergh e Morley discutono su come salvare il loro ex compagno. |                   |                  |
| 889 | Finalmente inizia! Il Reverie delle cospirazioni! 「遂に開幕 陰謀渦巻く世界会議!」 - Tsui ni kaimaku - Inbō uzumaku Reverī! – "Finalmente comincia - Il Reverie pieno di cospirazioni!" | 16 giugno 2019    | 14 luglio 2025   |
| 889 | I reali si riuniscono e danno inizio al Reverie, mentre i Cinque Astri di Saggezza parlano di fare pulizia e si recano nella sala del Trono Vuoto, dove la misteriosa figura longilinea di nome Im sopraggiunge per sedersi sullo scranno; gli anziani si inchinano a lui chiedendogli quale sia la “prossima luce” da spegnere. |                   |                  |
| 890 | Marco! Il custode del lascito di Barbabianca! 「マルコ！白ひげの形見の守護者」 - Maruko! Shirohige no katami no shugosha – "Marco! Il custode dell'ultimo ricordo di Barbabianca" | 23 giugno 2019    |                  |
| 890 | Gatto-vipera si reca da Marco per chiedere il suo aiuto contro Kaido. Marco tuttavia declina l'invito, spiegando che si sta prendendo cura del paese natale di Barbabianca, un pacifico villaggio nascosto che lo stesso vecchio pirata aveva sempre segretamente protetto e a cui aveva sempre versato tutti i suoi guadagni. Siccome il pirata Edward Weeble e sua madre stanno dando la caccia all'eredità di Barbabianca, egli teme che possa essere un loro bersaglio e intende proteggerlo a tutti i costi, essendo l'ultimo ricordo rimasto di lui. |                   |                  |
| 891 | Scalando una cascata! Un grande viaggio nelle acque del Paese di Wa! 「滝登り! ワノ国の海域大航海!」 - Takinobori! Wa no Kuni no kaiiki dai-kōkai! | 30 giugno 2019    |                  |
| 891 | Rufy e gli altri, dopo avere letto sul giornale dell'inizio del Reverie, entrano nelle tumultuose acque dolci del paese di Wa accompagnati da un gruppo di carpe giganti. Ad un certo punto raggiungono un'alta cascata che scorre al contrario e Rufy si aggrappa alle carpe per fare trascinare la nave verso l'alto. Arrivati in cima però, la nave finisce risucchiata in un gigantesco gorgo d'acqua e Rufy viene sbalzato fuori bordo. |                   |                  |

## Pubblicazione

### Giappone
Gli episodi della diciannovesima stagione di One Piece sono stati pubblicati per il mercato home video nipponico in edizione DVD e Blu-ray, quattro per disco tranne gli ultimi tre, dal 6 settembre 2017 al 4 dicembre 2019.
| N° | Episodi | Data             |
| -- | ------- | ---------------- |
| 1  | 783-786 | 6 settembre 2017 |
| 2  | 787-790 | 4 ottobre 2017   |
| 3  | 791-794 | 1º novembre 2017 |
| 4  | 795-798 | 6 dicembre 2017  |
| 5  | 799-802 | 10 gennaio 2018  |
| 6  | 803-806 | 7 febbraio 2018  |
| 7  | 807-810 | 7 marzo 2018     |
| 8  | 811-814 | 4 aprile 2018    |
| 9  | 815-818 | 2 maggio 2018    |
| 10 | 819-822 | 6 giugno 2018    |
| 11 | 823-826 | 4 luglio 2018    |
| 12 | 827-830 | 1º agosto 2018   |
| 13 | 831-834 | 5 settembre 2018 |
| 14 | 835-838 | 3 ottobre 2018   |
| 15 | 839-842 | 7 novembre 2018  |
| 16 | 843-846 | 5 dicembre 2018  |
| 17 | 847-850 | 9 gennaio 2019   |
| 18 | 851-854 | 6 febbraio 2019  |
| 19 | 855-858 | 6 marzo 2019     |
| 20 | 859-862 | 3 aprile 2019    |
| 21 | 863-866 | 8 maggio 2019    |
| 22 | 867-870 | 5 giugno 2019    |
| 23 | 871-874 | 3 luglio 2019    |
| 24 | 875-878 | 7 agosto 2019    |
| 25 | 879-882 | 4 settembre 2019 |
| 26 | 883-885 | 2 ottobre 2019   |
| 27 | 886-888 | 6 novembre 2019  |
| 28 | 889-891 | 4 dicembre 2019  |